# سمرقند
سَمَرْقَنْد (به تاجیکی: Самарқанд) (/ˈsæmərkænd/ سامِرکَند؛ به ازبکی و تاجیکی: Самарқанд / Samarqand، تلفظ: [samarˈqand, -ant]) شهری در جنوب شرقی ازبکستان و یکی از کهن‌ترین شهرهای دائم‌السکونت در آسیای مرکزی است. سمرقند مرکز ولایت سمرقند و یک شهر در سطح ناحیه است که شامل مناطق شهری‌مانند کیمیاگرلر، فرهاد و هیشراو می‌شود. با جمعیتی بالغ بر ۵۵۱٬۷۰۰ نفر (در سال ۲۰۲۱)، این شهر سومین شهر بزرگ ازبکستان محسوب می‌شود.
شواهدی از فعالیت‌های انسانی در منطقهٔ سمرقند به دوران پارینه‌سنگی بازمی‌گردد. اگرچه شواهد مستقیمی از زمان دقیق بنیان‌گذاری سمرقند وجود ندارد، نظریه‌هایی پیشنهاد می‌کنند که این شهر بین قرن هشتم و هفتم پیش از میلاد تأسیس شده است. سمرقند به‌دلیل موقعیتش در مسیر جاده ابریشم میان چین، ایران و اروپا، در دوره‌هایی یکی از بزرگ‌ترین شهرهای آسیای مرکزی بوده و شهری مهم در امپراتوری‌های ایران بزرگ به‌شمار می‌رفته است. در دوران شاهنشاهی هخامنشی، سمرقند پایتخت ساتراپی سغدیانه بود. این شهر در سال ۳۲۹ پیش از میلاد توسط اسکندر مقدونی فتح شد و در آن زمان با نام مارکند شناخته می‌شد که در یونانی به صورت Μαράκανδα ثبت شده است. پس از آن، سمرقند تحت حکومت سلسله‌های ایرانی و ترک قرار داشت تا اینکه در سال ۱۲۲۰ توسط مغول‌ها به رهبری چنگیز خان فتح شد.
این شهر به‌عنوان مرکز مطالعات علمی اسلامی و زادگاه رنسانس تیموری شناخته می‌شود. در قرن چهاردهم، تیمور سمرقند را به پایتخت امپراتوری خود تبدیل کرد و آرامگاه خود، گورِ امیر، را در آن ساخت. مسجد بی‌بی خانم که در دوران شوروی بازسازی شد، همچنان یکی از بناهای برجستهٔ شهر به‌شمار می‌رود. میدان ریگستان، مرکز تاریخی شهر، با سه بنای مذهبی عظیم احاطه شده است و نماد شکوه معماری اسلامی در آسیای مرکزی است.
سمرقند با دقت سنت‌های صنایع دستی کهن را حفظ کرده است؛ از جمله سوزن‌دوزی، زرگری، بافندگی ابریشم، حکاکی روی مس، سفال‌گری، منبت‌کاری و نقاشی روی چوب. در سال ۲۰۰۱، سازمان یونسکو شهر سمرقند را با عنوان «سمرقند – چهارراه فرهنگ‌ها» در فهرست میراث جهانی ثبت کرد، به‌دلیل نقش تاریخی آن به‌عنوان نقطهٔ تلاقی تمدن‌های چین، ایران، هند و جهان اسلام.
سمرقند مدرن به دو بخش تقسیم شده است: شهر قدیمی که شامل بناهای تاریخی، فروشگاه‌ها و خانه‌های قدیمی خصوصی است؛ و شهر جدید که در دوران امپراتوری روسیه و اتحاد جماهیر شوروی توسعه یافته و شامل ساختمان‌های اداری، مراکز فرهنگی و مؤسسات آموزشی می‌باشد. در تاریخ ۱۵ و ۱۶ سپتامبر ۲۰۲۲، این شهر میزبان اجلاس سازمان همکاری شانگهای (SCO) بود.
سمرقند دارای تاریخی چندفرهنگی و چندزبانه است که به‌طور قابل توجهی تحت تأثیر فرایند تعیین مرزهای ملی در آسیای مرکزی قرار گرفته است. بسیاری از ساکنان این شهر به زبان تاجیکی به‌صورت مادری یا دوزبانه سخن می‌گویند، در حالی که زبان رسمی کشور ازبکی است و زبان روسی نیز طبق سیاست زبانی ازبکستان، به‌طور گسترده‌ای در حوزه عمومی استفاده می‌شود.

## ریشه نام
نام «سمرقند» از زبان‌های ایرانی، یعنی فارسی و سغدی، گرفته شده است: «سمر» به معنی «سنگ، صخره» و «کند» به معنی «دژ، شهر». از این نظر، سمرقند معنایی مشابه با نام پایتخت ازبکستان، «تاشکند»، دارد؛ زیرا «تاش» در زبان‌های ترکی به معنی «سنگ» است و «کند» نیز شکل ترکی واژه‌ای ایرانی است که به معنی «شهر» به‌کار می‌رفته است. بر اساس گفته‌های محمود کاشغری، دانشمند قرن یازدهم، این شهر در زبان قراخانی «سَمِزْکَنْد» نامیده می‌شده که به معنی «شهر چاق» یا «شهر پرنعمت» است. بابُر، امپراتور مغول قرن شانزدهم نیز از این نام یاد کرده، و کلاویخو، جهانگرد اسپانیایی قرن پانزدهم، گفته است که «سمرقند» شکل تحریف‌شده‌ای از همین نام بوده است.

## تاریخ

### تاریخ کهن
همراه با بخارا، سمرقند یکی از کهن‌ترین شهرهای مسکونی در آسیای مرکزی به‌شمار می‌رود و شکوفایی‌اش را مدیون موقعیت جغرافیایی‌اش در مسیر تجارت میان چین و اروپا است. هیچ مدرک مستقیمی از زمان دقیق بنیان‌گذاری این شهر وجود ندارد، اما پژوهشگران مؤسسه باستان‌شناسی سمرقند، تاریخ تأسیس آن را حدود ۷۰۰ پیش از میلاد تخمین زده‌اند. حفاری‌های باستان‌شناسی انجام‌شده در محدوده شهری (سیاب و مرکز شهر) و همچنین مناطق حومه‌ای (خوجمزگیل، سازاغان) شواهدی از فعالیت‌های انسانی مربوط به ۴۰٬۰۰۰ سال پیش را آشکار کرده‌اند که به دوران پارینه‌سنگیِ پسین بازمی‌گردد. مجموعه‌ای از محوطه‌های باستانی مربوط به دوران میان‌سنگی (هزاره‌های دوازدهم تا هفتم پیش از میلاد) نیز در حومه‌های سازاغان-۱، زامیچاتاش و اوخالیک کشف شده‌اند. کانال‌های سیاب و درگام که آب شهر و حومه‌های آن را تأمین می‌کردند، در حدود قرون هفتم تا پنجم پیش از میلاد (عصر آهن اولیه) پدید آمده‌اند. از نخستین روزهای شکل‌گیری، سمرقند یکی از مراکز اصلی تمدن سغدی بوده است. در دوران دودمان هخامنشی ایران، این شهر به پایتخت ساتراپی سغدیان تبدیل شد.

### دوران هلنیستی
سمرقند در سال ۳۲۹ پیش از میلاد توسط اسکندر مقدونی فتح شد. در منابع یونانی، این شهر با نام «ماراکاندا» (Μαράκανδα) شناخته می‌شد. هرچند منابع مکتوب اطلاعات اندکی درباره نظام حکومتی پس از فتح ارائه می‌دهند، اما از شخصی به نام «اورپیوس» یاد شده که به گفته منابع، «نه از طریق نیاکان، بلکه به عنوان هدیه‌ای از سوی اسکندر» به حکومت رسید.
با وجود آسیب‌های قابل توجهی که سمرقند در جریان فتح اولیه توسط اسکندر متحمل شد، شهر به‌سرعت بازسازی شد و تحت تأثیر فرهنگ هلنیستی شکوفا گردید. در این دوره، تکنیک‌های جدیدی در ساخت‌وساز به‌کار گرفته شد؛ آجرهای مستطیلی جای خود را به آجرهای مربعی دادند و روش‌های پیشرفته‌تری در سنگ‌چینی و گچ‌کاری معرفی شدند.
فتح اسکندر موجب ورود فرهنگ کلاسیک یونانی به آسیای مرکزی شد و برای مدتی، زیبایی‌شناسی یونانی تأثیر زیادی بر هنر و صنعتگران محلی گذاشت. این میراث هلنیستی در دوره‌های بعد نیز ادامه یافت، زمانی که سمرقند بخشی از دولت‌های جانشین اسکندر مثل امپراتوری سلوکی، پادشاهی یونانی-باختری، و سپس امپراتوری کوشانی شد. هرچند خود کوشانی‌ها از آسیای مرکزی برخاسته بودند، اما پس از آن‌که این دولت در قرن سوم میلادی کنترل خود بر سغدیان را از دست داد، سمرقند دچار افول شد و تا قرن پنجم میلادی به‌عنوان مرکز اقتصادی، فرهنگی و سیاسی احیا نشد.

### دوران ساسانیان
سمرقند حدود سال ۲۶۰ میلادی توسط ساسانیان فتح شد. در دوران حکومت ساسانی، این منطقه به یکی از مراکز مهم آیین مانی تبدیل شد و نقش مهمی در گسترش این دین در سراسر آسیای مرکزی ایفا کرد.

### دوران هفتالیان و خاقانات ترک
بین سال‌های ۳۵۰ تا ۳۷۵ میلادی، سمرقند توسط قبایل کوچ‌نشین خیونان فتح شد که منشأ آن‌ها همچنان مورد بحث و اختلاف نظر است. شواهد باستان‌شناسی از قرن چهارم نشان می‌دهد که گروه‌های کوچ‌نشین در سمرقند مستقر شده‌اند و فرهنگ کوچ‌نشینان از حوزه رود سیردریای میانی در منطقه گسترش یافته است. بین سال‌های ۴۵۷ تا ۵۰۹ میلادی، سمرقند بخشی از دولت کیداریان بود. پس از آن، هپتالیان (هون‌های سفید) سمرقند را فتح کردند و تا زمانی که گوک‌ترک‌ها با اتحاد با ساسانیان در نبرد بخارا حدود سال ۵۶۰ میلادی آن را تصرف کردند، کنترل آن را در دست داشتند.
در میانه قرن ششم میلادی، دولتی ترک‌تبار در منطقه آلتای توسط دودمان آشینا بنیان‌گذاری شد. این دولت جدید «خاقانات ترک» نام گرفت که برگرفته از نام قوم ترک بود و توسط فرمانروایی به نام «خاقان» اداره می‌شد. بین سال‌های ۵۵۷ تا ۵۶۱ میلادی، امپراتوری هفتالیان با همکاری مشترک ترک‌ها و ساسانیان شکست خورد و مرز مشترکی میان دو امپراتوری شکل گرفت.
در اوایل قرون وسطی، سمرقند با چهار ردیف دیوار دفاعی احاطه شده بود و چهار دروازه داشت.
در قلمرو سمرقند، یک آرامگاه باستانی ترک‌تبار همراه با اسب کشف شده که قدمت آن به قرن ششم میلادی بازمی‌گردد.
در دوران فرمانروایی خاقانات ترک غربی، تونگ یابغو قاغان (۶۱۸–۶۳۰ میلادی)، روابط خانوادگی با حاکم سمرقند برقرار شد؛ تون جبغو خان دختر خود را به او داد.
برخی بخش‌های سمرقند از قرن چهارم میلادی مسیحی بودند. در قرن پنجم، یک کرسی نسطوری در سمرقند تأسیس شد که در آغاز قرن هشتم به یک متروپولیت نسطوری تبدیل شد. میان پیروان سغدی آیین مسیحیت و آیین مانی، بحث‌ها و جدل‌هایی درگرفت که در اسناد تاریخی بازتاب یافته‌اند.

### دوران اسلامی
سپاه خلافت اموی به فرماندهی قتیبه بن مسلم حدود سال ۷۱۰ میلادی، شهر سمرقند را از سلسله تانگ چین تصرف کردند. در آن دوران، سمرقند جامعه‌ای مذهبی و متنوع بود و میزبان ادیان گوناگونی از جمله زرتشتی، بودایی، هندو، مانوی، یهودی و مسیحیت نسطوری بود، در حالی که بیشتر جمعیت پیرو آیین زرتشت بودند.]]
قتیبه به‌طور کلی عرب‌ها را در آسیای مرکزی اسکان نداد؛ او حاکمان محلی را مجبور به پرداخت خراج کرد اما عمدتاً آن‌ها را به حال خود گذاشت. سمرقند استثنای مهمی در این سیاست بود: قتیبه در شهر پادگان عربی و اداره حکومتی عربی تأسیس کرد، آتشکده‌های زرتشتی را ویران ساخت و مسجدی بنا کرد. بخش زیادی از جمعیت شهر به اسلام گرویدند.
در نتیجه‌ای بلندمدت، سمرقند به مرکزی برای آموزش‌های اسلامی و عربی تبدیل شد. در اواخر دهه ۷۴۰ میلادی، جنبشی از ناراضیان از قدرت امویان در خلافت عربی شکل گرفت که رهبری آن را ابومسلم خراسانی بر عهده داشت. پس از پیروزی قیام، او والی خراسان و ماوراءالنهر شد (۷۵۰–۷۵۵ میلادی) و سمرقند را به عنوان محل اقامت خود برگزید. نام او با ساخت دیوار دفاعی چند کیلومتری پیرامون شهر و کاخ سلطنتی گره خورده است.
طبق افسانه‌ای، در دوران حکومت عباسیان، راز ساخت کاغذ از دو اسیر چینی در نبرد تالاس در سال ۷۵۱ میلادی به دست آمد که منجر به تأسیس نخستین کارخانه کاغذسازی در جهان اسلام در سمرقند شد. این اختراع سپس به دیگر مناطق جهان اسلام و از آن‌جا به اروپا منتقل شد. بخش عمده‌ای از شهر به اسلام گرویدند.
در سال ۸۶۷ میلادی، دینار طلای خلیفه معتز در سمرقند ضرب شد. دوران حکومت او نقطه اوج افول قدرت مرکزی خلافت عباسی بود.
کنترل عباسیان بر سمرقند به‌زودی از میان رفت و جای خود را به سامانیان داد (۸۷۵–۹۹۹ میلادی)، هرچند سامانیان در دوران حکومت خود بر سمرقند، همچنان به‌طور اسمی تابع خلافت بودند. در دوران سامانیان، سمرقند به پایتخت این سلسله و گره‌ای مهم‌تر در مسیرهای تجاری متعدد تبدیل شد. سامانیان در حدود سال ۹۹۹ میلادی توسط قراخانیان سرنگون شدند. در دو قرن بعد، سمرقند تحت حکومت قبایل ترک‌تبار مختلفی از جمله سلجوقیان و خوارزمشاهیان قرار گرفت.
نویسنده ایرانی قرن دهم میلادی، اصطخری، که در ماوراءالنهر سفر کرده بود، توصیفی زنده از ثروت‌های طبیعی منطقه‌ای که آن را «سغد سمرقندی» می‌نامد ارائه داده است:
«من هیچ نقطه‌ای در آن یا در خود سمرقند نمی‌شناسم که اگر کسی به بلندی‌ای برود، سبزه و منظره‌ای دل‌پذیر نبیند؛ و هیچ کوه نزدیکی نیست که درخت نداشته باشد یا دشتی پر از گرد و غبار باشد… سغد سمرقندی… هشت روز راه در میان سبزه‌زارها و باغ‌های پیوسته امتداد دارد… سبزی درختان و زمین‌های کشت‌شده در دو سوی رودخانه [سغد] گسترده است… و فراتر از این مزارع، چراگاه‌هایی برای دام‌هاست. هر شهر و آبادی دارای قلعه‌ای است… این منطقه بارورترین سرزمین‌های خداوند است؛ بهترین درختان و میوه‌ها در آن یافت می‌شود، در هر خانه باغ، حوض و آب روان وجود دارد.»

#### دوره قراخانیان در قرون ۱۱ تا ۱۲ میلادی
پس از سقوط دولت سامانیان در سال ۹۹۹ میلادی، دولت قراخانیان جایگزین آن شد. این سلسله ترک‌تبار، پس از تقسیم به دو شاخه شرقی و غربی، شهر سمرقند را از سال ۱۰۴۰ تا ۱۲۱۲ میلادی به عنوان پایتخت شاخه غربی خود انتخاب کرد. بنیان‌گذار این شاخه، ابراهیم تامغاج خان (۱۰۴۰–۱۰۶۸) بود که برای نخستین بار با بودجه دولتی مدرسه‌ای (مدرسه علمیه) در سمرقند ساخت و از توسعه فرهنگ در منطقه حمایت کرد. در زمان او، بیمارستان عمومی (بیمارستان) و مدرسه‌ای تأسیس شد که در آن دانش پزشکی نیز آموزش داده می‌شد.
یکی از بناهای مهم این دوره، مجموعه یادبود شاه‌زنده است که در قرن ۱۱ میلادی توسط حاکمان قراخانی بنیان‌گذاری شد.
برجسته‌ترین اثر معماری دوره قراخانی در سمرقند، کاخ ابراهیم بن حسین (۱۱۷۸–۱۲۰۲) بود که در قلعه شهر ساخته شد. در حفاری‌های این کاخ، قطعاتی از نقاشی‌های دیواری کشف شد. بر دیوار شرقی، تصویر یک جنگجوی ترک با کافتان زرد و کمان دیده می‌شد. همچنین تصاویری از اسب‌ها، سگ‌های شکاری، پرندگان و زنان دوره‌ای در آن نقش بسته بود.

#### ایلخانان مغول
سمرقند توسط چنگیز خان در سال ۱۲۱۹م گرفته شد؛ و پس از آن فرمانروایی آن به دست مغولان افتاد. به گفتهٔ جوینی چنگیز خان همهٔ کسانی که به ارگ و مسجد پناه می‌بردند را کشت، شهر را به‌طور کامل غارت کرد و ۳۰٬۰۰۰ مرد جوان به همراه ۳۰٬۰۰۰ صنعتگر را به خدمت گرفت. خرابی سمرقند مانند دیگر شهرهای ماوراءالنهر از نتایج هجوم مغول بود و قسمت عمده آن شهر را ویران کردند. ابن بطوطه که حدود یک سده بعد از آنجا عبور نموده گوید: «نه حصاری دارد نه دروازه‌ای، بیشتر عماراتش خراب است و اندکی از آنها مسکون …» سمرقند دست‌کم متحمل یک حملهٔ مغول دیگر توسط خان باراک شد تا وی پول مورد نیاز خود را برای پرداخت به ارتش به‌دست‌آورد. سمرقند تا سال ۱۳۷۰ بخشی از خانات جغتای (یکی از چهار قلمرو جانشین مغولان) باقی ماند.

#### تیموریان
در سال ۱۳۷۰ تیمور (تیمورلنگ) فاتح، بنیانگذار و حاکم امپراطوری تیموری، سمرقند را پایتخت خود کرد. امیر تیمور عماراتی عظیم در آن بنا نهاد و شهر به شکل نویی درآمد و مساجد و کاروان‌سراهایی ساخته شد و شکوه و جلال ازدست‌رفته را بازیافت. کلاویخو سفیر اسپانیا همه آن عمارات باشکوه را در سال ۸۰۸ هجری دیده و بعضی از آنها هنوز پایدار است. شرف‌الدین علی یزدی گوید: «مسجدی که امیر تیمور پس از بازگشت از فتح هند ساخت شکوه و عظمت آن مدیون غنائمی است که در این سفر به دست امیر تیمور افتاد.» کلاویخو در آن زمان بزرگی سمرقند را به‌اندازه اشبیلیه زادگاه خویش برشمرده است. در طول ۳۵ سال بعد، او بیشتر شهر را بازسازی کرد و هنرمندان و صنعتگران بزرگی را از سراسر امپراتوری در این شهرگرد هم آورد. تیمور به عنوان حامی هنر به شهرت رسید و سمرقند رشد یافت تا به مرکز منطقه فرارود تبدیل شود. تعهد تیمور به هنر از اینجا آشکار است که وی با دشمنان خود بی‌رحم بود اما نسبت به کسانی که توانایی‌های ویژهٔ هنری داشتند، مرحمت داشت و زندگی هنرمندان، صنعتگران و معماران را نجات داد تا بتواند آن‌ها را برای بهبود و زیباسازی به پایتخت خود بیاورد. او همچنین مستقیماً در برنامه‌های عمرانی خود درگیر بود و دیدگاه‌های وی اغلب از توانایی‌های فنی کارگرانش فراتر می‌رفت. افزون‌بر این، این شهر در شرایط ساخت‌وساز مداوم بود و تیمور اغلب در صورت عدم رضایت از نتایج، به سرعت درخواست ساخت و ساز مجدد ساختمان‌ها را می‌داد. تیمور کاری کرد که شهر فقط با جاده‌ها دسترسی پیدا کند و همچنین دستور ساخت خندق‌های عمیق و دیوارهایی داد که پنج مایل دور شهر امتداد داشت و شهر را از بقیه همسایگان خود جدا می‌کرد. در این مدت این شهر حدود ۱۵۰٬۰۰۰ نفر جمعیت داشت. در فاصلهٔ سال‌های ۱۴۲۴ تا ۱۴۲۹، ستاره‌شناس بزرگ الغ‌بیگ رصدخانهٔ سمرقند را بنا کرد. این سکستانت ۱۱ متر بود و زمانی روی سازهٔ سه‌طبقه‌ای دور آن بالا می‌رفت، اگرچه برای محافظت از آن در برابر زلزله در زیر زمین نگهداری می‌شد. با کالیبره روی آن، بزرگ‌ترین کوادرانت ۹۰ درجه جهان در آن زمان بود. اما، این رصدخانه در سال ۱۴۴۹ توسط متعصبان مذهبی نابود شد.
- در ۱۵۰۵ در دست ازبکان (شیبانیان) و سرانجام در ۱۶۰۰م در دست استراخان و جانشینان او، که از نژاد ازبک‌اند، درآمد و باز به دست ایران درآمد. در ربع دوم سدهٔ شانزدهم، شیبانیان پایتخت خود را به بخارا منتقل کردند و سمرقند رو به زوال گذاشت. پس از حملهٔ افشاریان نادرشاه درسدهٔ ۱۸ام میلادی، این شهر حدود ۱۷۲۰ یا چند سال بعد متروک شد.[۴۳]
- از سال ۱۵۹۹ تا ۱۷۵۶، سمرقند تحت حکم شعبه خانات آستراخان از خانات بخارا اداره می‌شد.

#### شوروی
در سال‌های ۱۹۲۴ میلادی سمرقند و بخارا از تاجیکستان جدا گشته و به ازبکستان پیوست. در سدهٔ نوزدهم، این شهر تحت حکومت، حاکم روسیه قرار گرفت بعد از اینکه دژ نظامی شهر توسط کلنل Konstantinovich Petrovich Kaufman اشغال شد. اندکی پس از آن پادگان کوچک ۵۰۰ نفرهٔ روسی محاصره شد. این حمله که به رهبری عبدالملک تورا، پسر بزرگ سرکشگر امیر بخارستان و همچنین بابا بیگ شهرسبز و یورا بیگ کتاب انجام شد، با خسارات سنگین دفع شد. الکساندر آبراموف نخستین فرماندار اکروگ نظامی بود، که روس‌ها در طول مسیر رودخانه زرافشان تأسیس کردند و سمرقند به عنوان مرکز اداری قرار گرفت. بخش روسی این شهر بعد از این زمان ساخته شده است که عمدتاً در غرب شهر قدیمی قرار دارد. در سال ۱۸۸۶، این شهر به پایتخت منطقه تازه شکل گرفته استان سمرقند ترکستان روس تبدیل شد و با رسیدن راه‌آهن ترانس خزر در سال ۱۸۸۸، اهمیت آن بیشتر شد.
- این شهر در سال ۱۹۲۵، قبل از اینکه در سال ۱۹۳۰ جایگزین تاشکند شود، پایتخت SSR ازبکستان شد. در طول جنگ جهانی دوم، پس از حمله آلمان نازی به اتحاد جماهیر شوروی، تعدادی از شهروندان سمرقند برای جنگ با دشمن به سرزمین اسمولنسک اعزام شدند. بسیاری از آنها توسط نازی‌ها اسیر یا کشته شدند.[۴۴][۴۵]

## جایگاه سمرقند در فرهنگ فارسی‌زبانان
سامانیان که می‌خواستند امپراتوری ساسانی را زنده کنند در اندیشه تبدیل بخارا به تیسفونی دیگر بودند. از این رو بود که به پیشگامی اسماعیل سامانی کوشیدند تا بخارا را پایگاه زبان، هنر، فرهنگ و تمدن ایرانی سازند. در همین دوران بود که سمرقند نیز رفته رفته به جایگاه باارزشی در هنر و ادبیات ایران زمین دِگَرِش یافت. به گونه‌ای که حافظ شیرازی در شیراز آن را چنین گرامی می‌دارد:
| اگر آن ترک شیرازی به دست آرد دل ما را |  | به خال هندویش بخشم سمرقند و بخارا را |

حافظ شیرازی:
| خیز تا خاطر بدان ترک سمرقندی دهیم |  | کز نسیمش بوی جوی مولیان آید همی |

حافظ شیرازی
| به شعر حافظ شیراز می‌رقصند و می‌نازند |  | سیه چشمان کشمیری و ترکان سمرقندی |

سعدی شیرازی:
| یکی شاهدی در سمرقند داشت |  | که گفتی به جای سمر قند داشت |

ناصرخسرو:
| پندی به مزه چو قند بشنو |  | بی عیب چو پاره سمرقند |

نظامی گنجوی:
| شکارستان او ابخاز و دربند |  | شبیخونش به خوارزم و سمرقند |

| جمع باید کرد اجزا را به عشق |  | تا شوی خوش چون سمرقند و دمشق |

مولانا بلخی
| در سمرقندست قند اما لبش |  | از بخارا یافت و آن شد مذهبش |

مولانا بلخی
| تا ز قونیه بتابد نور عشق |  | تا سمرقند و بخارا ساعتی |

فردوسی:
| به خارا و سغد و سمرقند و چاچ |  | سپیجاب و آن کشور و تخت عاج |

مسعود سعد سلمان:
| دلشاد زی بدان که بود او را |  | لب قند و روی سیب سمرقندی |

انوری:
| به سمرقند اگر بگذری ای باد سحر |  | نامه اهل خراسان به بر خاقان بر |

فروغی بسطامی:
| دوش اسیر کسی شدم که ندانم |  | ترک سمرقند یا سوار خجند است |

خاقانی:
| اشک جیحون و دم سمرقندی |  | دل بخاری و آه سوزان است |

اقبال لاهوری:
| چنگ تیموری شکست آهنگ تیموری بجاست |  | سر برون می آرد از ساز سمرقندی دگر |

اقبال لاهوری:
| خاور همه مانند غبار سر راهی است      |  | یک ناله خاموش و اثر باخته آهی است  |
| هر ذره این خاک گره خورده نگاهی است   |  | از هند و سمرقند و عراق و همدان خیز |
| از خواب گران خواب گران خواب گران خیز |  | از خواب گران خیز                   |

کسایی مروزی:
| ای آنکه جز از شعر و غزل هیچ نخوانی |  | هرگز نکنی سیر دل از تُنبُل و ترفند     |
| زیبا بود ار «مرو» بنازد به «کسایی» |  | چونان که جهان جمله به «استاد سمرقند» |

مراد از «استاد سمرقند» رودکی است.
فرخی سیستانی:
| بخارا و سمرقندست روی و چشم آن کشور |  | غلامان ترا زین هر دو حقا گر بر آید نان |

لاادری:
| زیباست همه عالم زیبای سمرقند       |  | این عالم افسانه و دنیای سمرقند   |
| گر دست دهد بخت، در این عمر دو روزه |  | خواهم که کنم سیر و تماشای سمرقند |

لاادری:
| عجب شهر دل‌آرایم، سمرقند   |  | خیالم زیب دنیایی، سمرقند      |
| شنو عرض دلم را، ای سمرقند |  | تو مادر هستی و من بر تو فرزند |
| هوایش نکهت گل‌ها شنیده     |  | نوایش ساز عشاق آفریده         |
| وفایش لطف و احسان پروریده |  | منم عمری ثناخوان سمرقند       |

## امکان مذهبی
آرامگاه سید ابراهیم بن موسی الکاظم
آرامگاه سید ابراهیم بن موسی الکاظم از نوادگان پیامبر اسلام در شهر سمرقند در کشور ازبکستان قرار دارد و به تازگی باسازی شده.

## تاجیکان سمرقند
زبان فارسی در بین بسیاری از مردم ازبکستان به‌ویژه در شهرهای سمرقند، بخارا و استانهای سرخان دریا و قشقه دریا از جایگاه تاریخی، فرهنگی و علمی ویژه‌ای برخوردار است. بنا بر برخی آمارها بیش از ۹۰ درصد شهروندان این شهر را تاجیکان تشکیل می‌دهند. این جایگاه به گونه‌ای است که به گفته پروفسور" نوربای جباراف " رئیس دانشکده زبان و ادبیات ازبکی دانشگاه ملی ازبکستان، بدون فراگیری زبان فارسی نمی‌توان تاریخ و ادبیات ازبکی را مطالعه کرد. این درحالیست که بسیاری از مردم شهرهای بخارا و سمرقند و برخی مناطق استانهای همجوار ازبکستان با تاجیکستان به زبان فارسی صحبت می‌کنند ولی سلطه ۷۰ساله شوروی سابق براین منطقه باعث فراموشی الفبای فارسی دربین آنان شده است. کتابهای زیادی به زبانهای فارسی و ازبکی با الفبای فارسی دراین کشور وجود دارد که فراگیری این زبان در بین فرهنگ شناسان، مورخان، ادبا و فرهیختگان و استادان زبان و ادبیات ازبکی و تاریخ را ضروری کرده است. آثار به‌جای مانده از شعرا و کتابهای اندیشمندان اسلامی به زبانهای فارسی و ازبکی و کتیبه‌های فارسی سردر ساختمانهای تاریخی و باستانی شهرهای تاشکند، سمرقند، بخارا و خیوه در ازبکستان، بیانگر جایگاه زبان فارسی در فرهنگ و تاریخ گذشته این دیار است. زبان فارسی اکنون دربین بسیاری از استادان، دانش پژوهان و دانشجویان دانشگاه‌های این کشور از جایگاه و منزلت خاصی برخوردار است
دوهفته نامه آواز سمرقند نشریه فارسی‌زبانی است که در سمرقند چاپ می‌شود.
همچنین ببینید:
- مرکز فرهنگ تاجیک سمرقند
- حیات نعمت سمرقندی
- شهزاده سمرقندی

## همایش فارسی زبانان ازبکستان در تاشکند
پس از سی سال ممنوعیت و پیگردهای شدید دولتی از فعالیتهای تاجیکان، اولین همایش فارسی زبانان ازبکستان در تاشکند درسال ۲۰۱۸ برگزار شد. از زمان شروع زمامداری شوکت میرضیایف در ازبکستان، وضعیت آزادی اقوام غیر ازبک در این کشور بهبود پیدا کرده است. نمایندگان ولایات تاجیک نشین ازبکستان، فرغانه، سرخان دریا، قشقه دریا، تاشکند، سمرقند، نوایی و جیزخ در مرکز فرهنگی بین‌المللی تاشکند دور هم آمدند و در کنار شعرخوانی در موضوع دوستی ملل، از نیازهای خود و هم درخواست‌های خود صحبت کردند. یکی از درخواست‌هایی که این نمایندگان فرهنگی بیان کرده‌اند دوباره فعال کردن بخش فارسی-تاجیکی در اتحادیه نویسندگان ازبکستان است. بخش فارسی تاجیکی این اتحادیه پس از مرگ جوره بیک قوناق، شاعر بنام دوزبانه ازبکستان، تعطیل شده و از فعالیت بازمانده بود.

## جغرافیا

### آب و هوا
آب و هوای سمرقند نیمه خشک با تابستان‌های گرم و زمستان‌های سرد و نسبتاً مرطوب است. درجه حرارت هوا در گرمترین موقع سال (در ماه‌های مرداد و شهریور-اسد و سنبله) تا ۴۰ درجه سانتیگراد می‌رسد و بارش باران به صورت پراکنده از ماه اردیبهشت (ثور) تا دی ماه (جدی) است.
| داده‌های اقلیم سمرقند    | داده‌های اقلیم سمرقند | داده‌های اقلیم سمرقند | داده‌های اقلیم سمرقند | داده‌های اقلیم سمرقند | داده‌های اقلیم سمرقند | داده‌های اقلیم سمرقند | داده‌های اقلیم سمرقند | داده‌های اقلیم سمرقند | داده‌های اقلیم سمرقند | داده‌های اقلیم سمرقند | داده‌های اقلیم سمرقند | داده‌های اقلیم سمرقند | داده‌های اقلیم سمرقند |
| ماه                     | ژانویه               | فوریه                | مارس                 | آوریل                | مه                   | ژوئن                 | ژوئیه                | اوت                  | سپتامبر              | اکتبر                | نوامبر               | دسامبر               | سال                  |
| ----------------------- | -------------------- | -------------------- | -------------------- | -------------------- | -------------------- | -------------------- | -------------------- | -------------------- | -------------------- | -------------------- | -------------------- | -------------------- | -------------------- |
| میانگین بیش‌ترین °C (°F) | ۶٫۱ (۴۳)             | ۷٫۹ (۴۶)             | ۱۳٫۵ (۵۶)            | ۲۰٫۸ (۶۹)            | ۲۶٫۴ (۸۰)            | ۳۲٫۰ (۹۰)            | ۳۳٫۸ (۹۳)            | ۳۲٫۲ (۹۰)            | ۲۷٫۹ (۸۲)            | ۲۱٫۰ (۷۰)            | ۱۴٫۹ (۵۹)            | ۹٫۲ (۴۹)             | ۲۰٫۵ (۶۹)            |
| میانگین روزانه °C (°F)  | ۰٫۶ (۳۳)             | ۲٫۲ (۳۶)             | ۷٫۸ (۴۶)             | ۱۴٫۵ (۵۸)            | ۱۹٫۵ (۶۷)            | ۲۴٫۵ (۷۶)            | ۲۶٫۲ (۷۹)            | ۲۴٫۲ (۷۶)            | ۱۹٫۳ (۶۷)            | ۱۲٫۷ (۵۵)            | ۷٫۵ (۴۶)             | ۳٫۳ (۳۸)             | ۱۳٫۵ (۵۶)            |
| میانگین کم‌ترین °C (°F)  | −۳٫۳ (۲۶)            | −۱٫۴ (۲۹)            | ۳٫۲ (۳۸)             | ۸٫۹ (۴۸)             | ۱۲٫۷ (۵۵)            | ۱۶٫۴ (۶۲)            | ۱۷٫۸ (۶۴)            | ۱۵٫۹ (۶۱)            | ۱۱٫۲ (۵۲)            | ۶٫۰ (۴۳)             | ۲٫۰ (۳۶)             | −۰٫۹ (۳۰)            | ۷٫۴ (۴۵)             |
| بارندگی میلی‌متر (اینچ)  | ۴۴ (۱٫۷۳)            | ۳۹ (۱٫۵۴)            | ۷۱ (۲٫۸)             | ۶۳ (۲٫۴۸)            | ۳۳ (۱٫۳)             | ۴ (۰٫۱۶)             | ۴ (۰٫۱۶)             | ۰ (۰)                | ۴ (۰٫۱۶)             | ۲۴ (۰٫۹۴)            | ۲۸ (۱٫۱)             | ۴۱ (۱٫۶۱)            | ۳۵۵ (۱۳٫۹۸)          |
| [ نیازمند منبع ]        |                      |                      |                      |                      |                      |                      |                      |                      |                      |                      |                      |                      |                      |

## نگارخانه

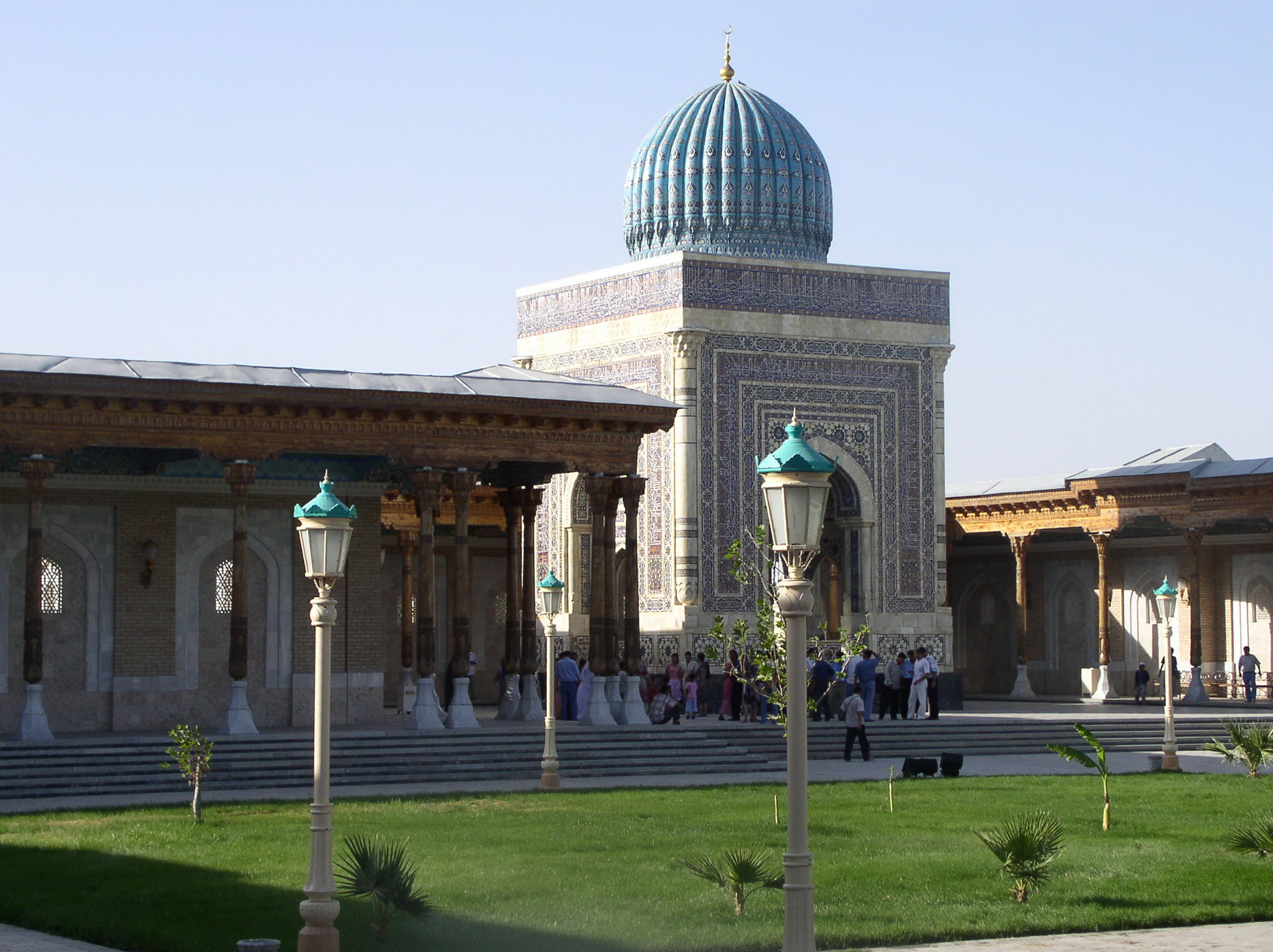
آرامگاه امام بخاری مدرسه شیردار

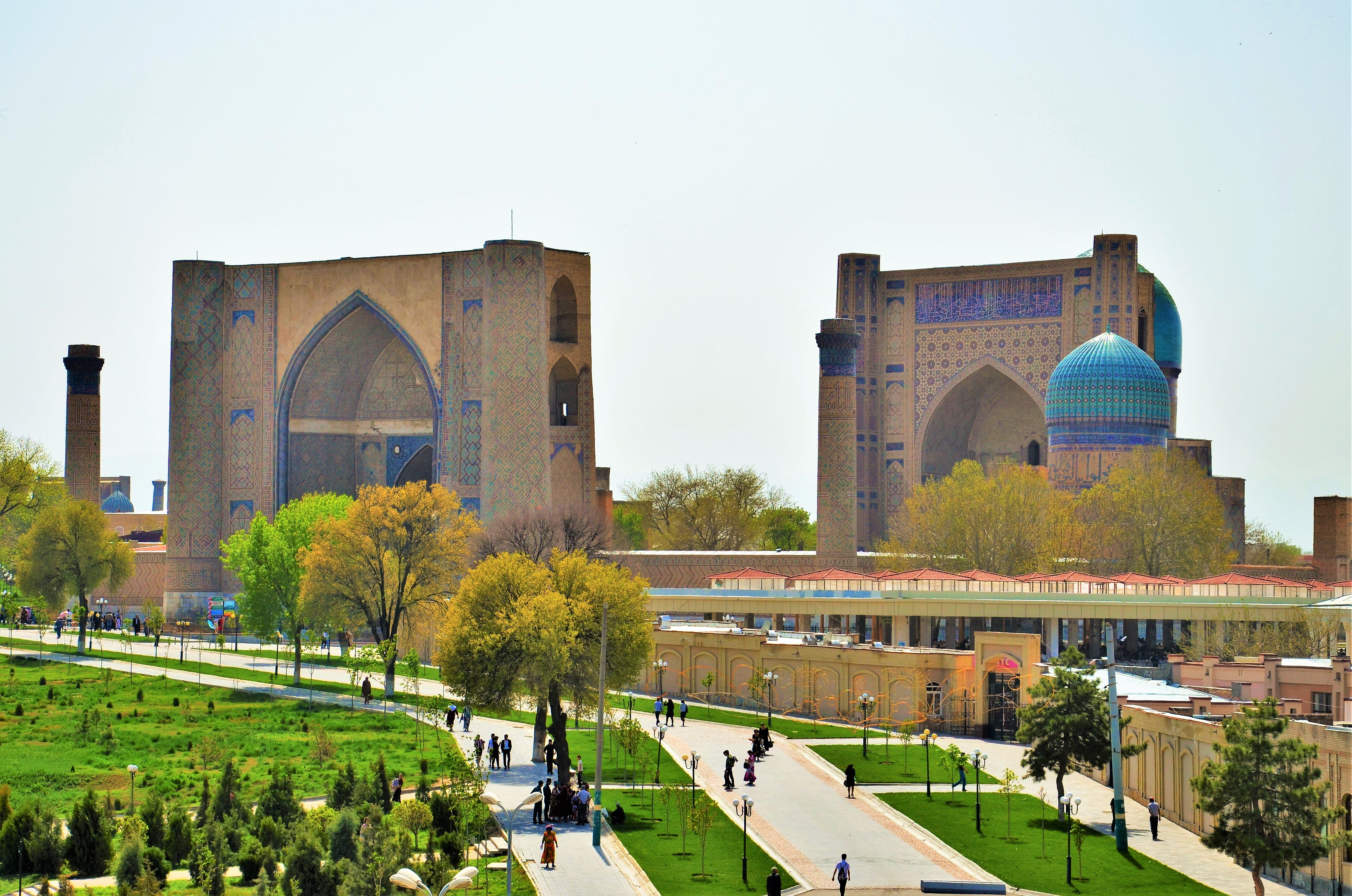
مسجد بیبی خانم

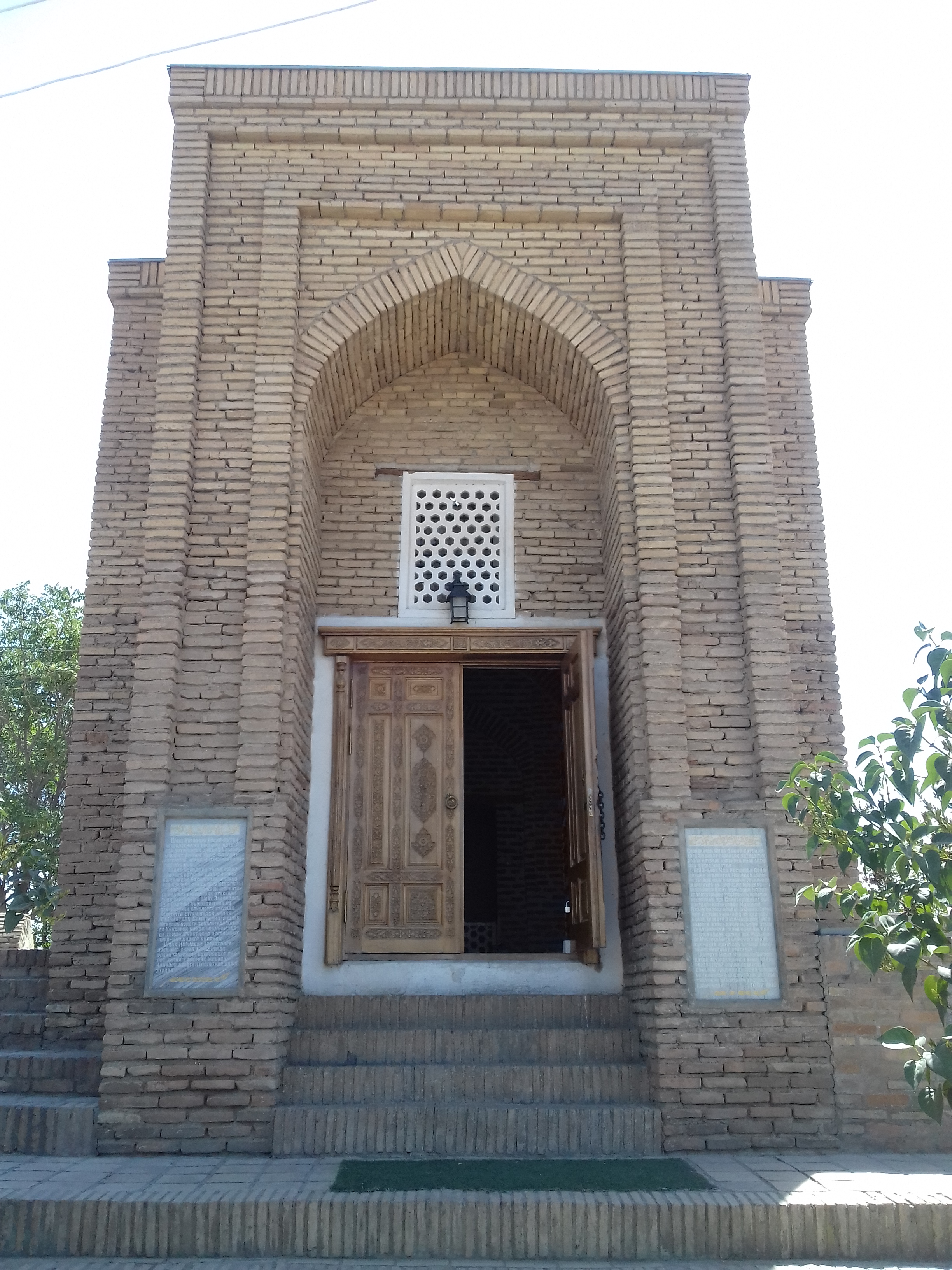
آرامگاه نورالدین بصیر

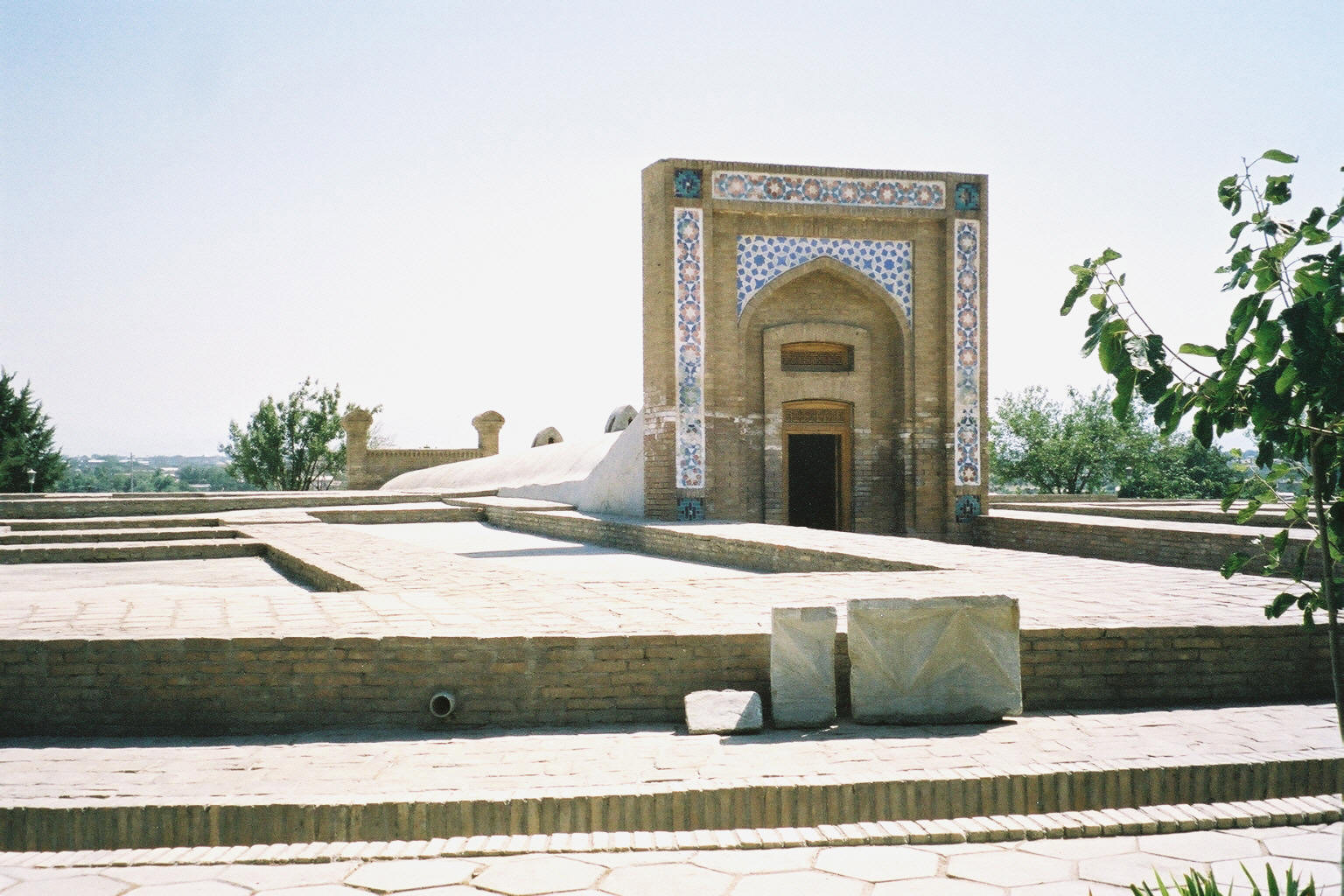
رصدخانه الغ‌بیگ

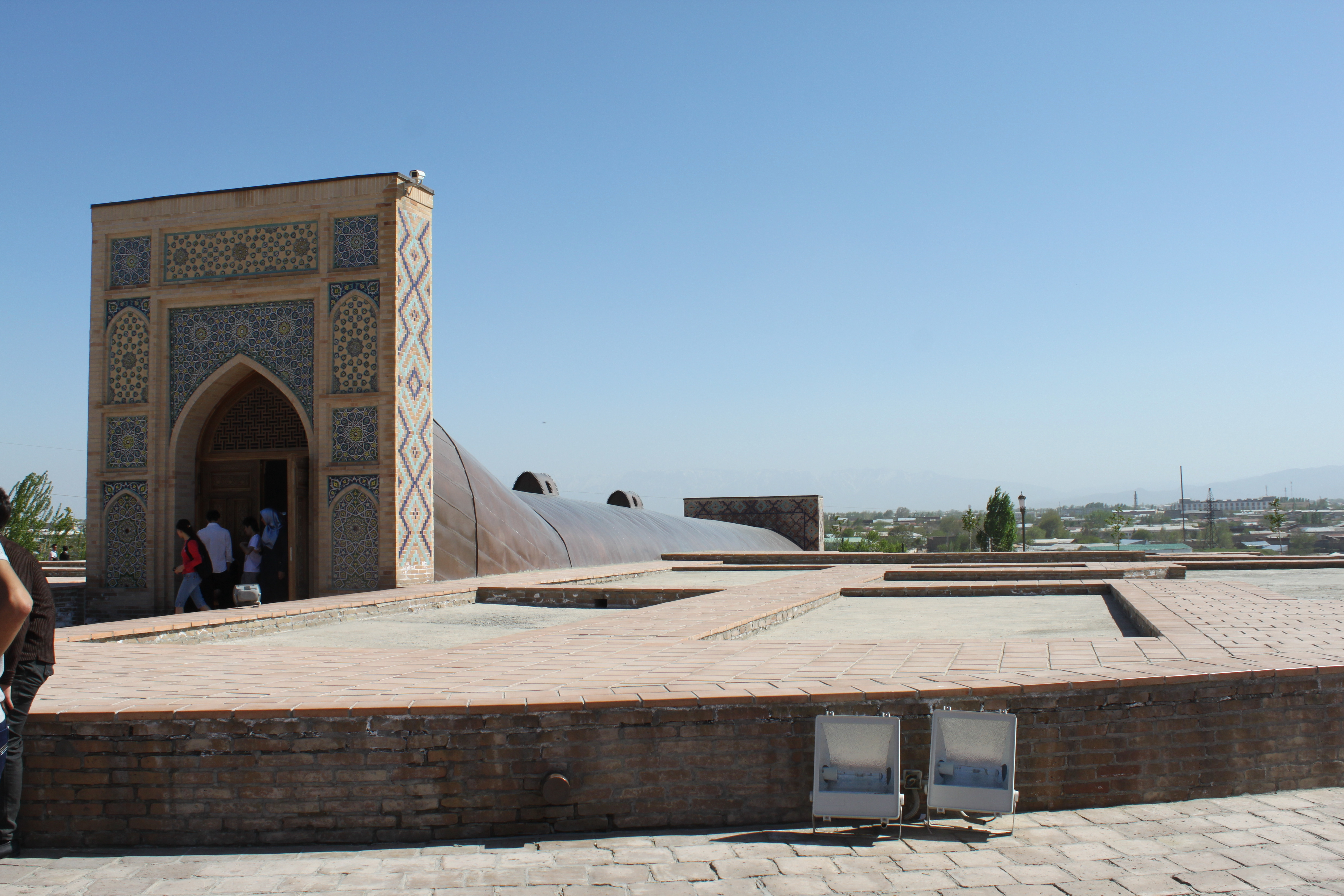
رصدخانه الغ‌بیگ

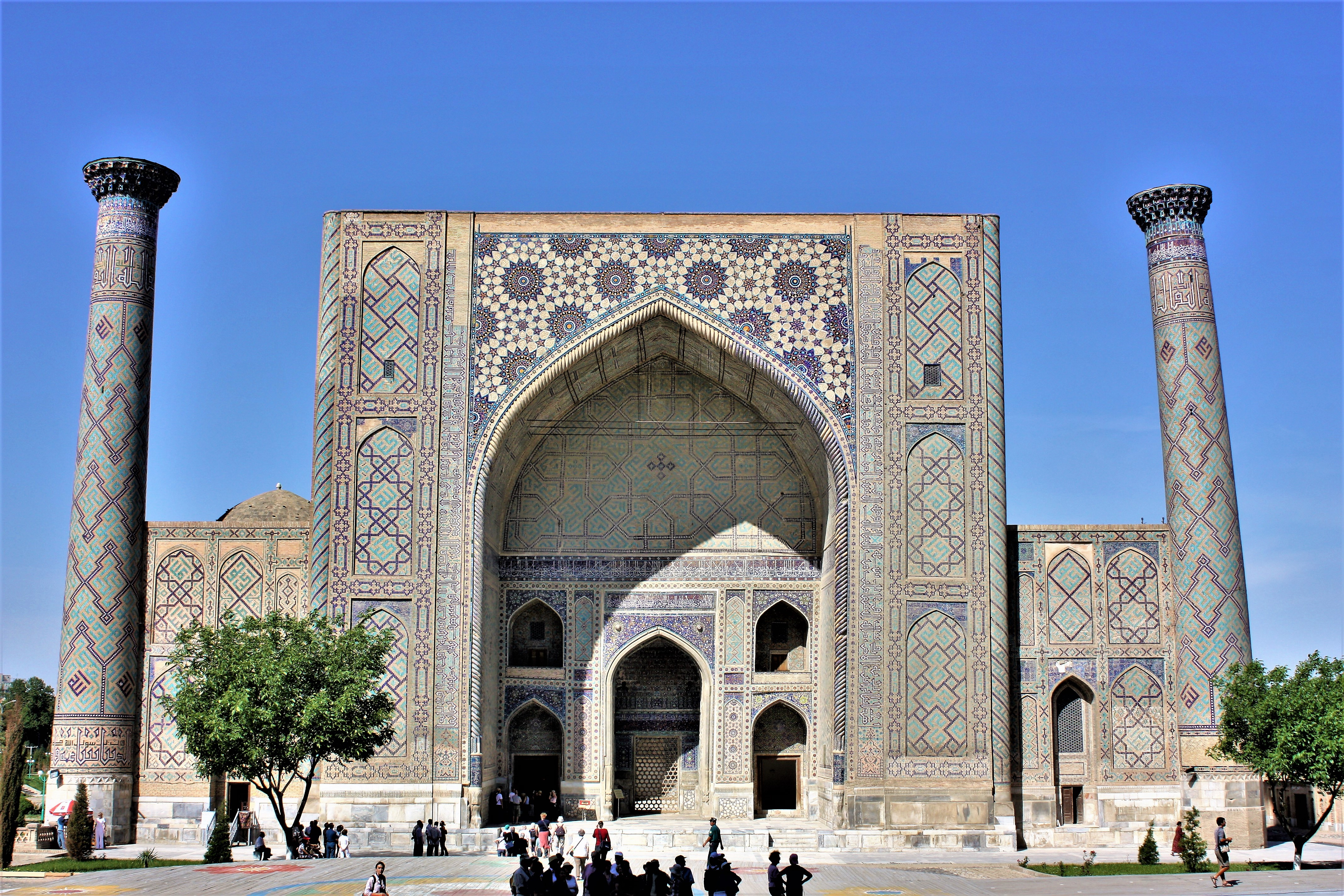
مدرسه الغ‌بیگ (سمرقند)

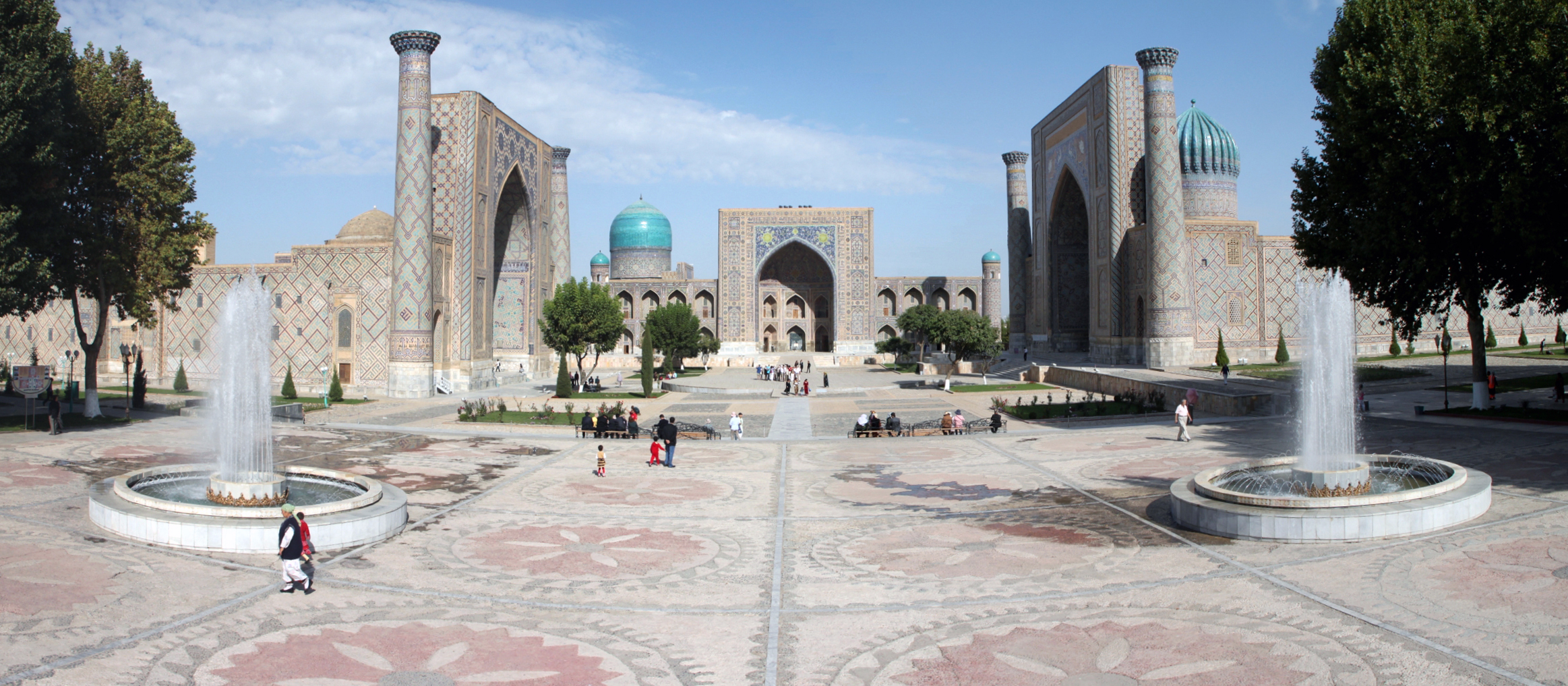
ریگستان

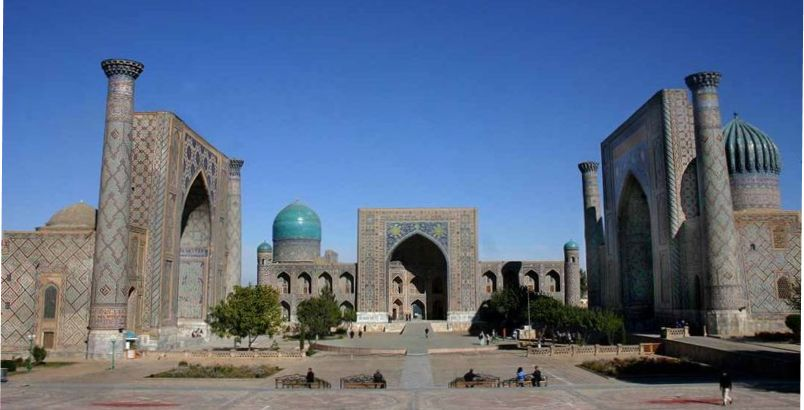
ریگستان

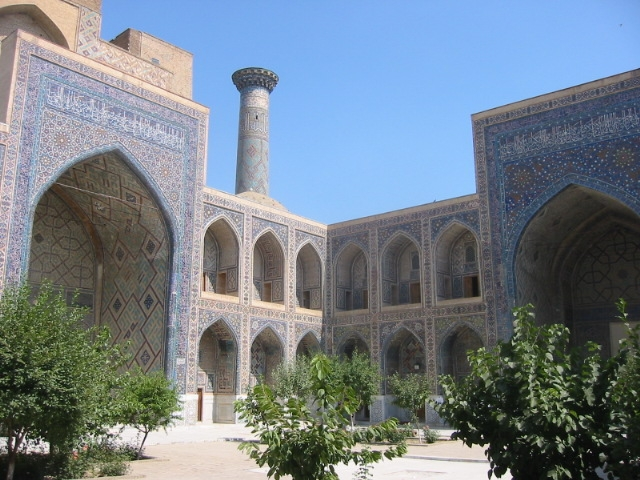
ریگستان

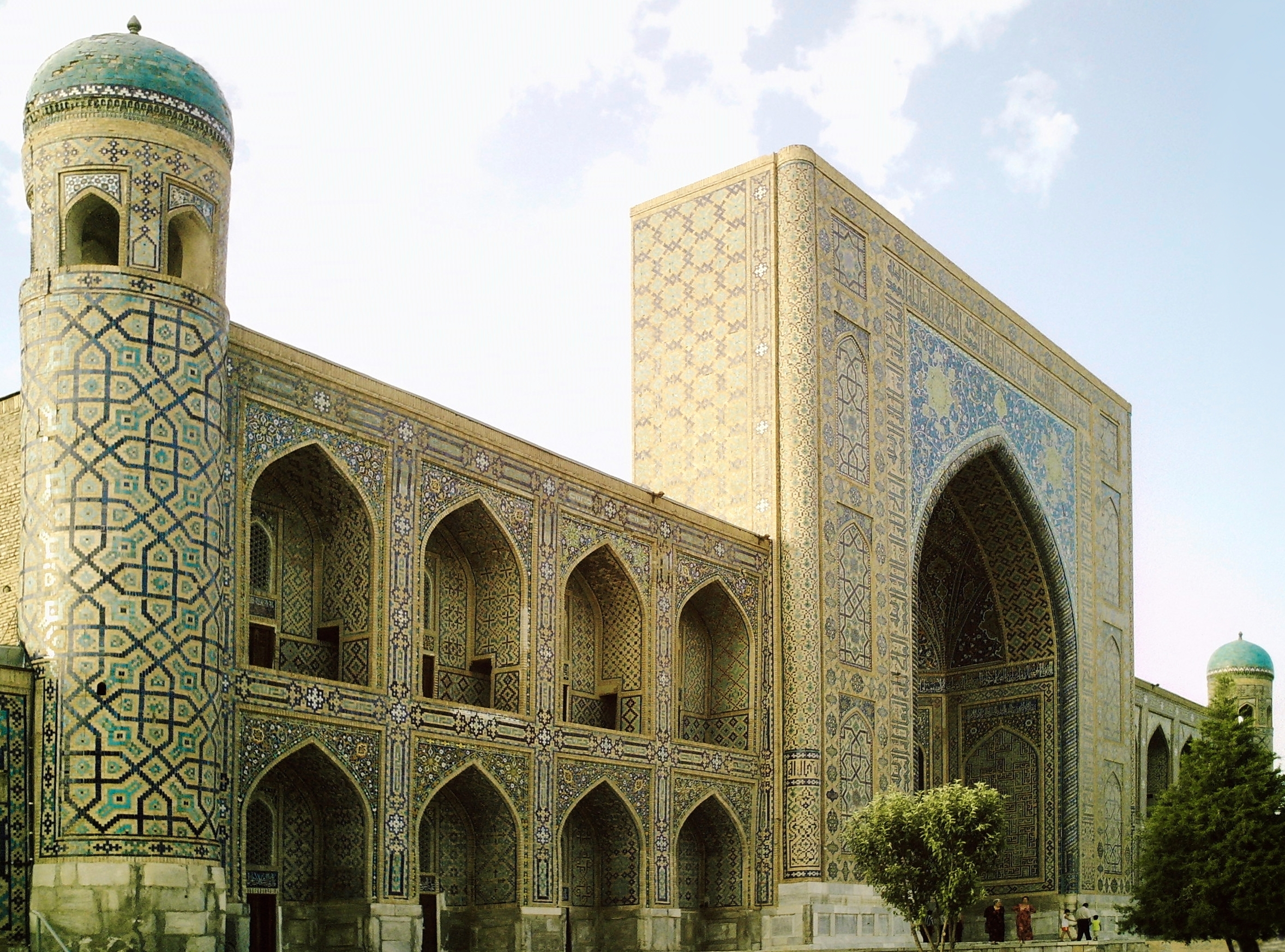
مدرسه طلاکاری

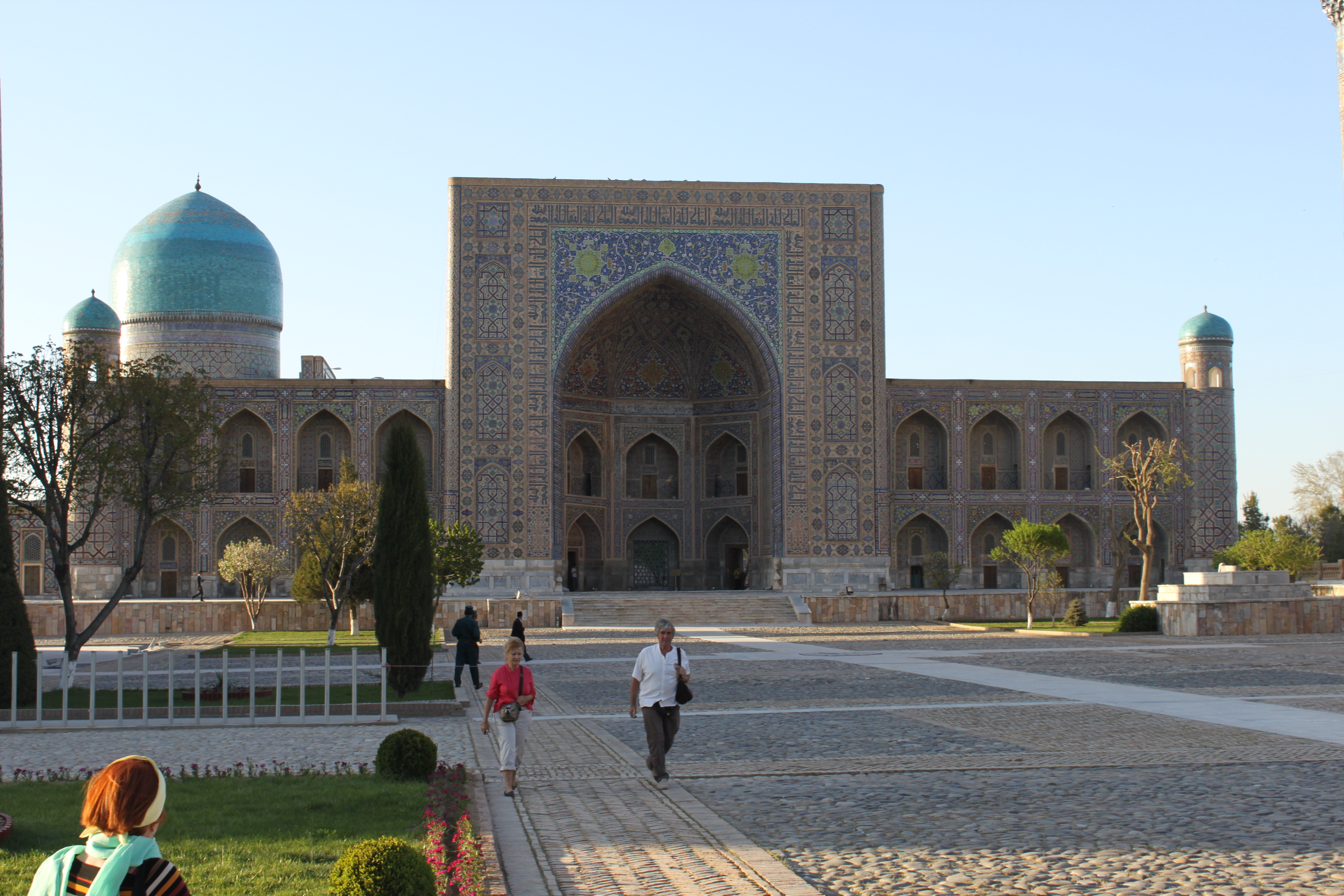
مدرسه طلاکاری مدرسه شیردار

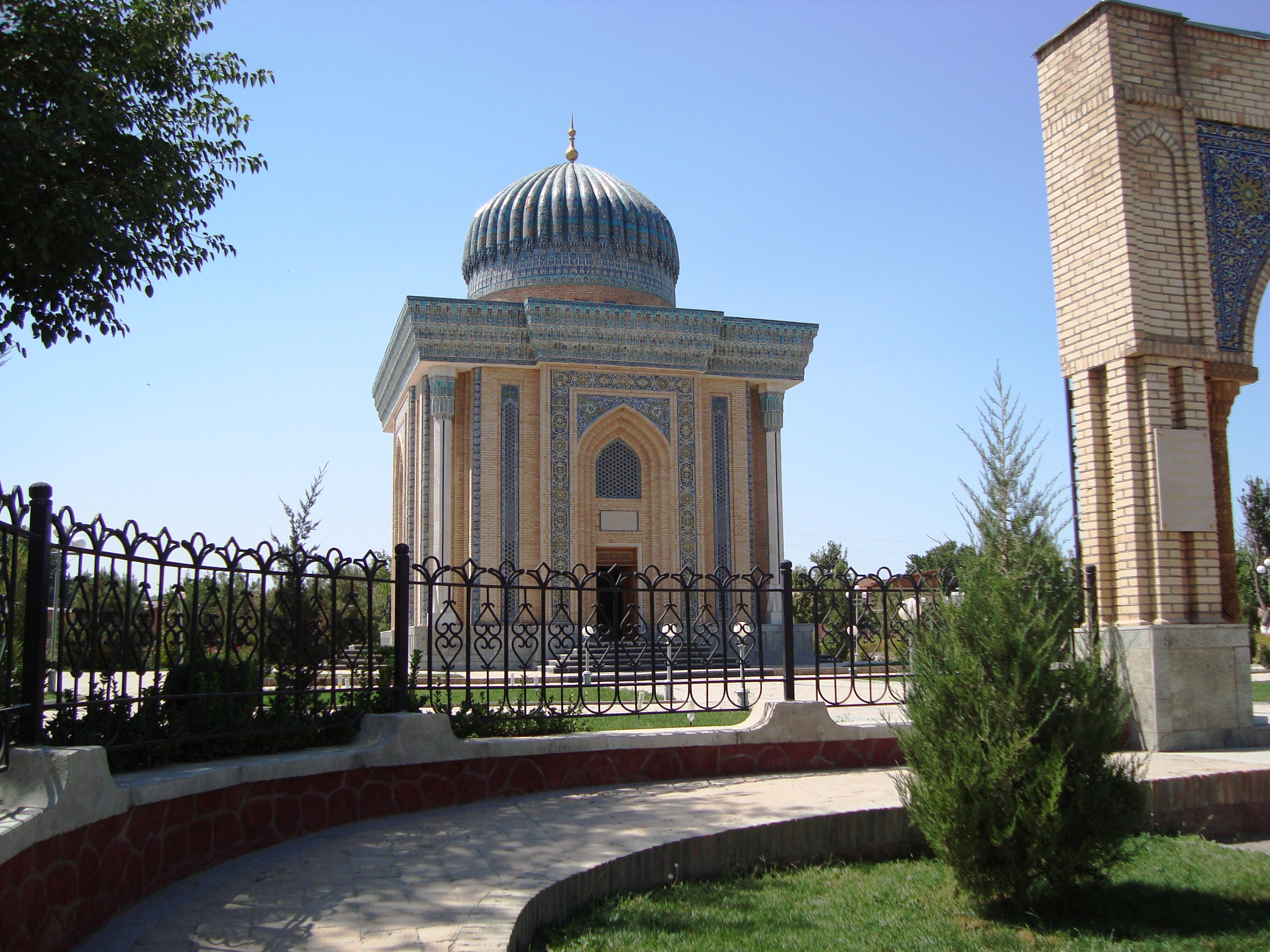
آرامگاه ابو منصور ماتریدی مدرسه شیردار

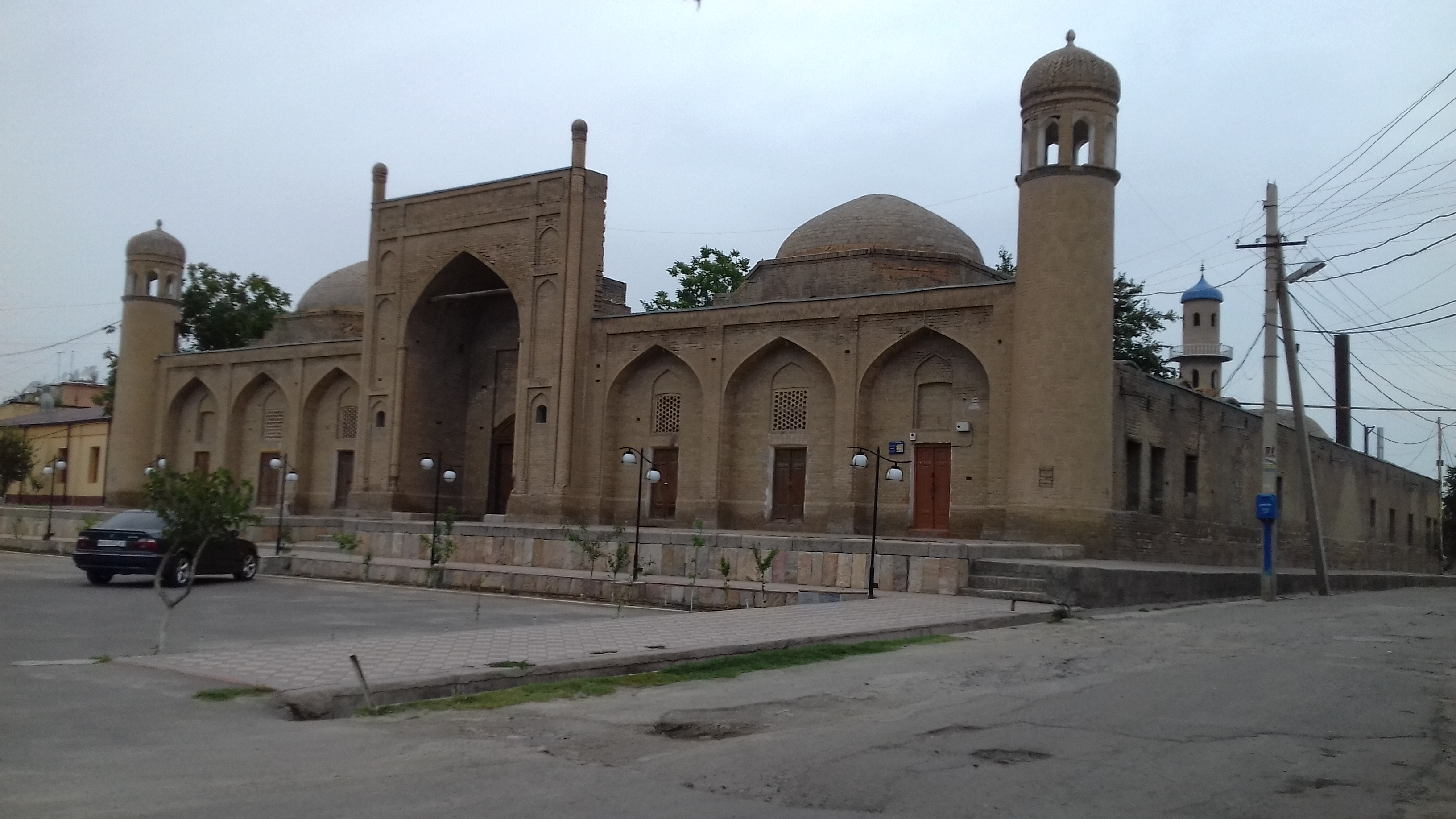
مدرسه پنجاب مدرسه شیردار

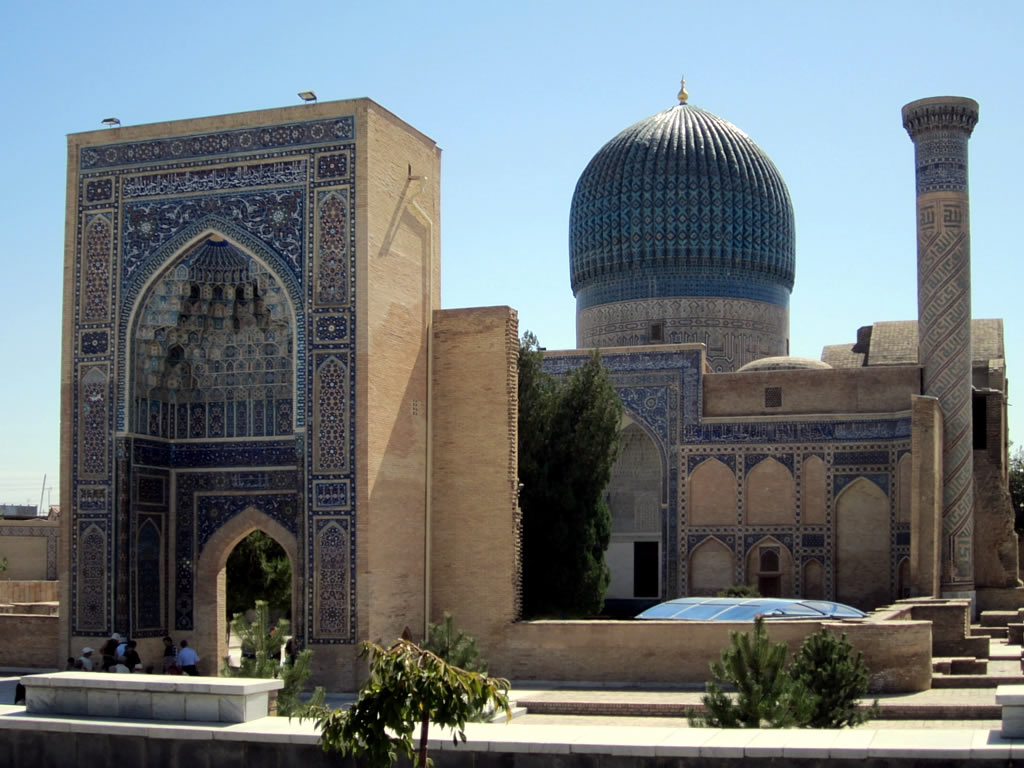
تیمور گورکانی مدرسه شیردار

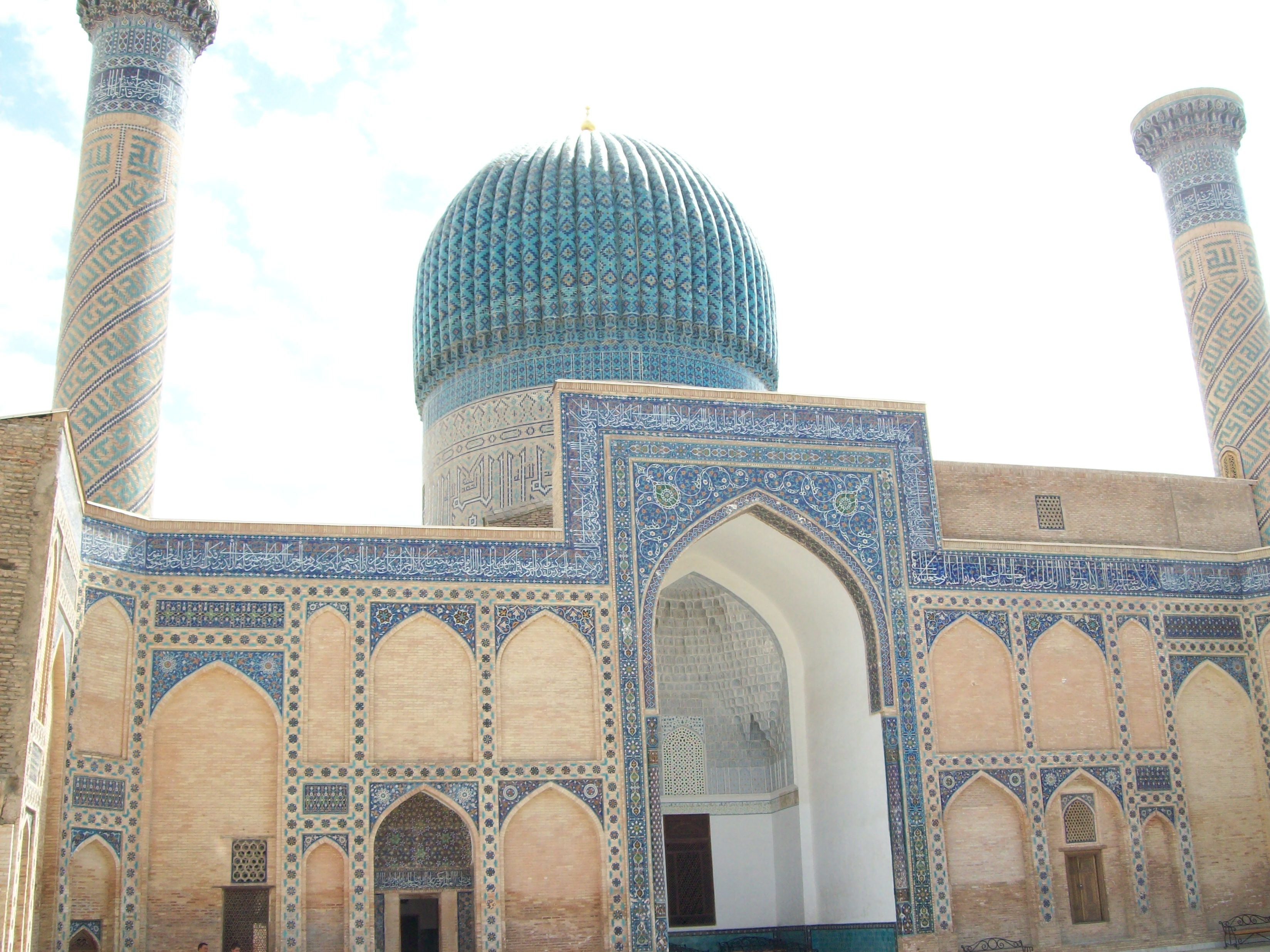
تیمور گورکانی مدرسه شیردار

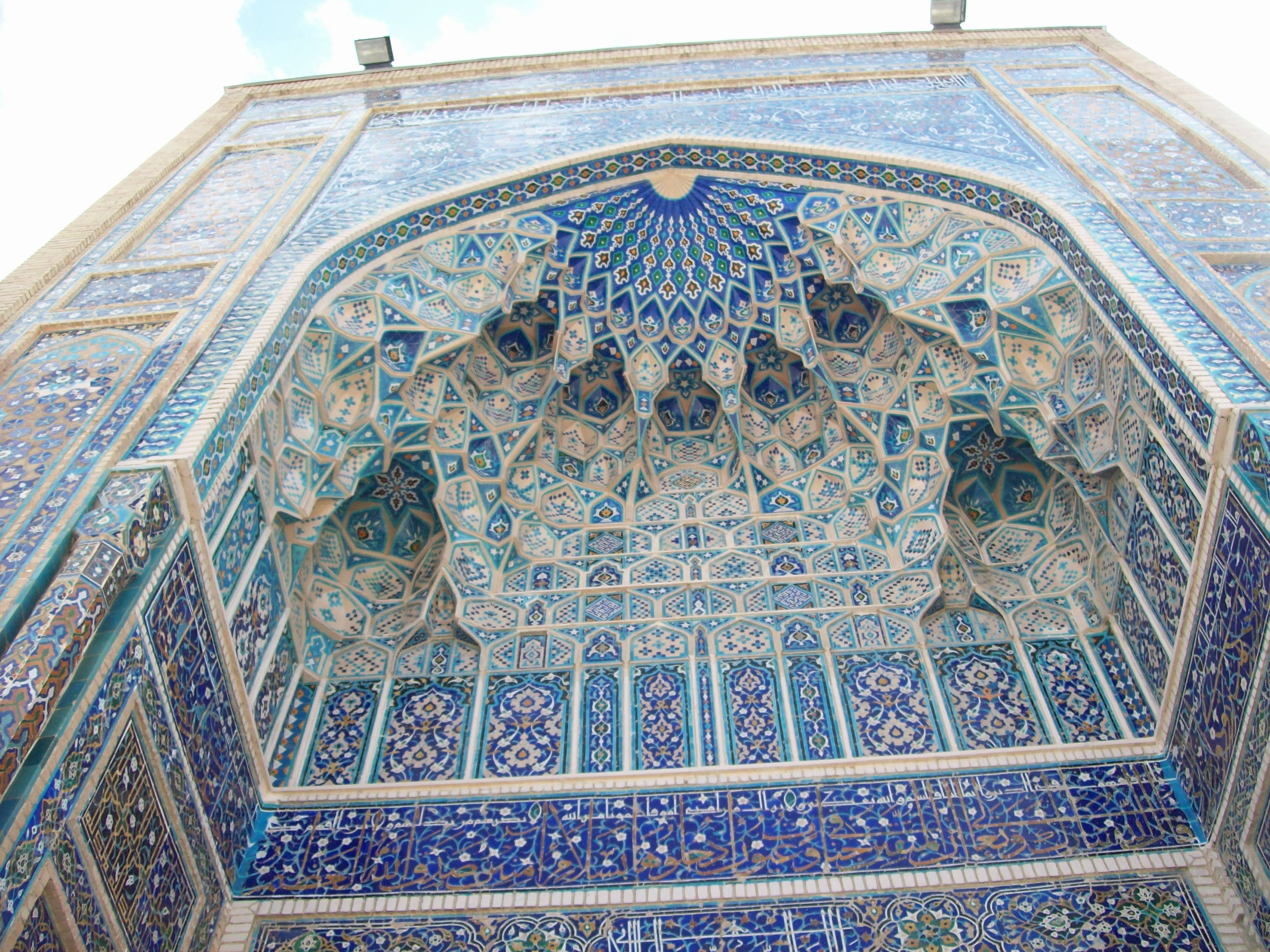
تیمور گورکانی مدرسه شیردار

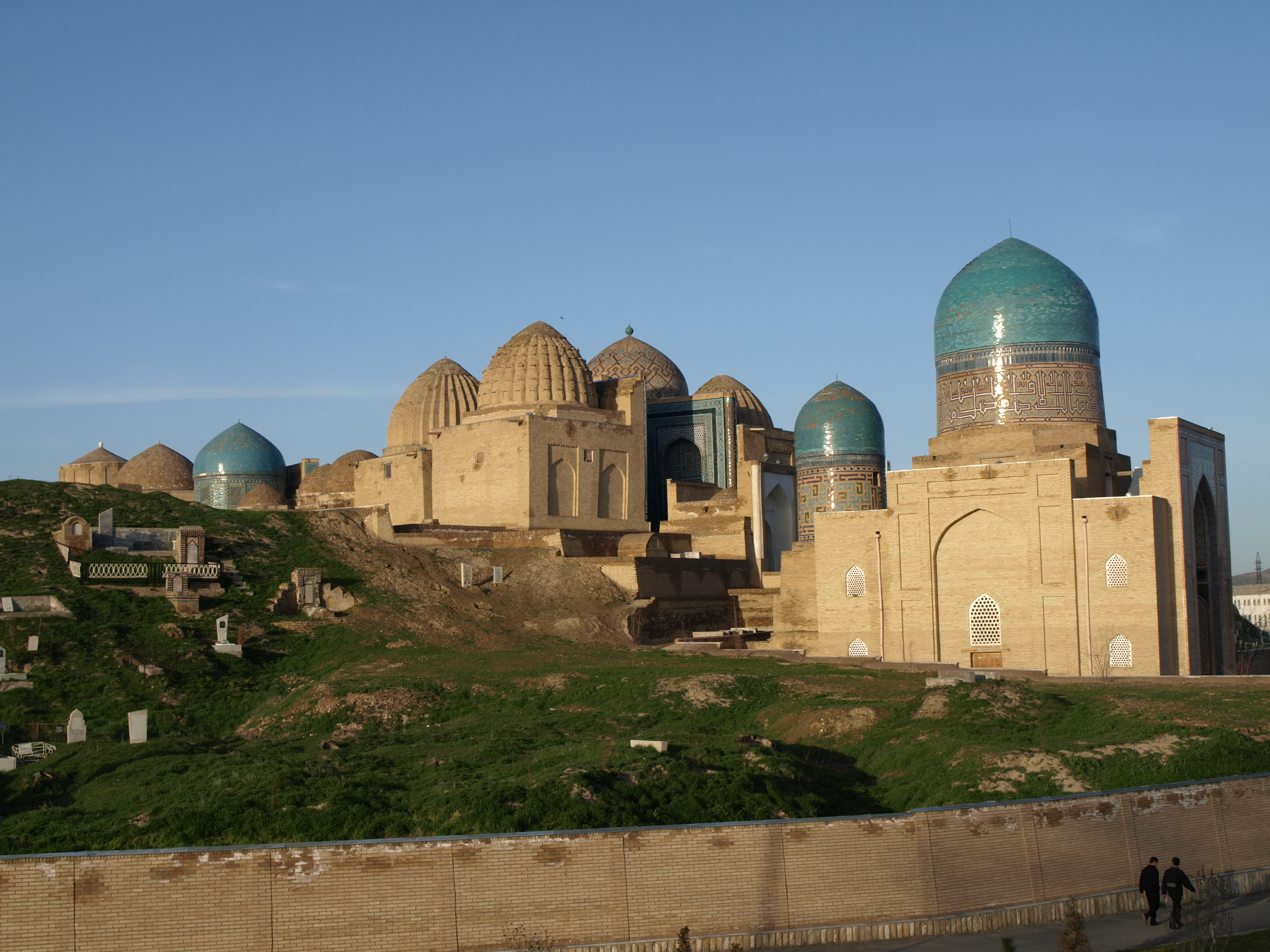
آرامگاه شاه زنده

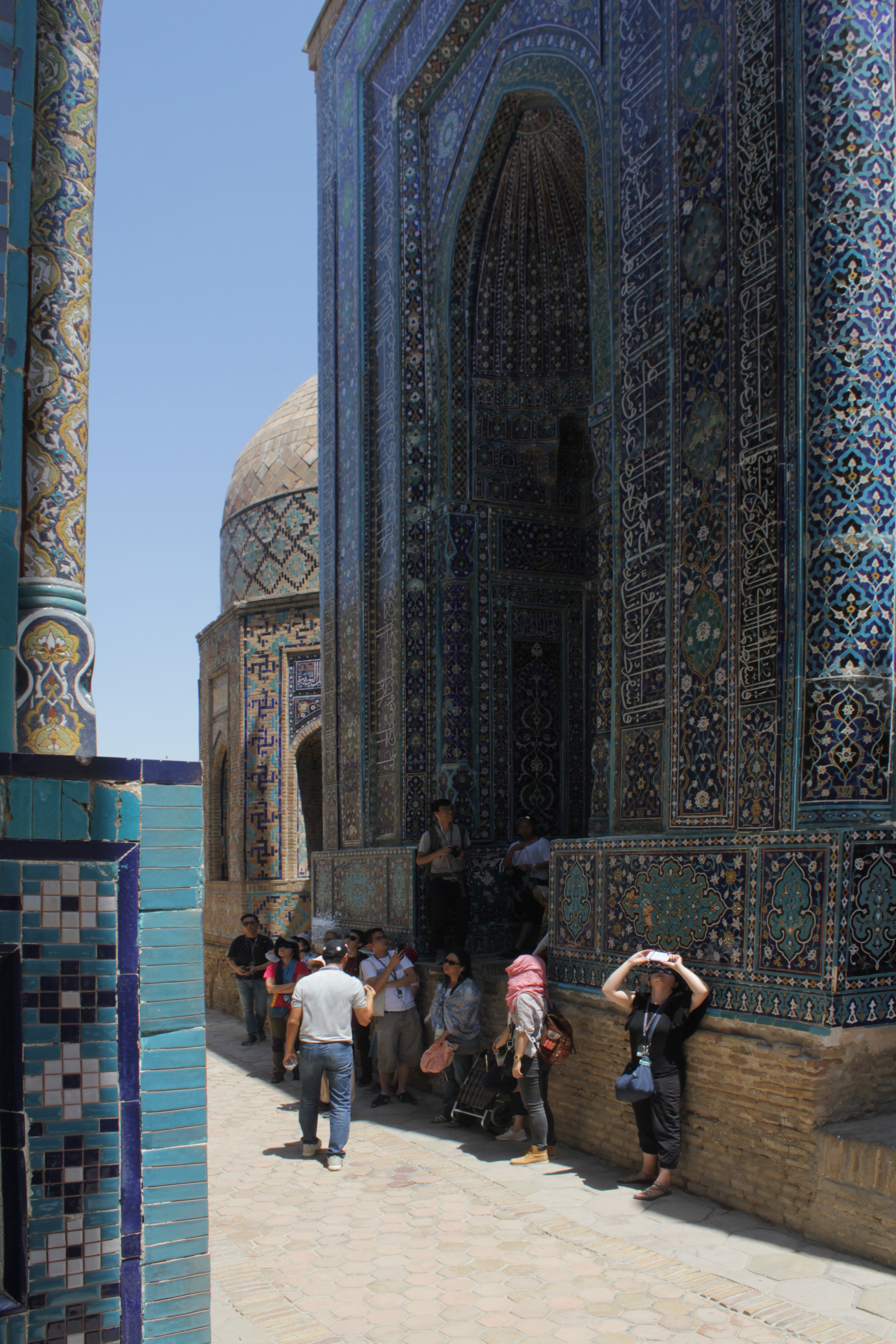
آرامگاه شاه زنده

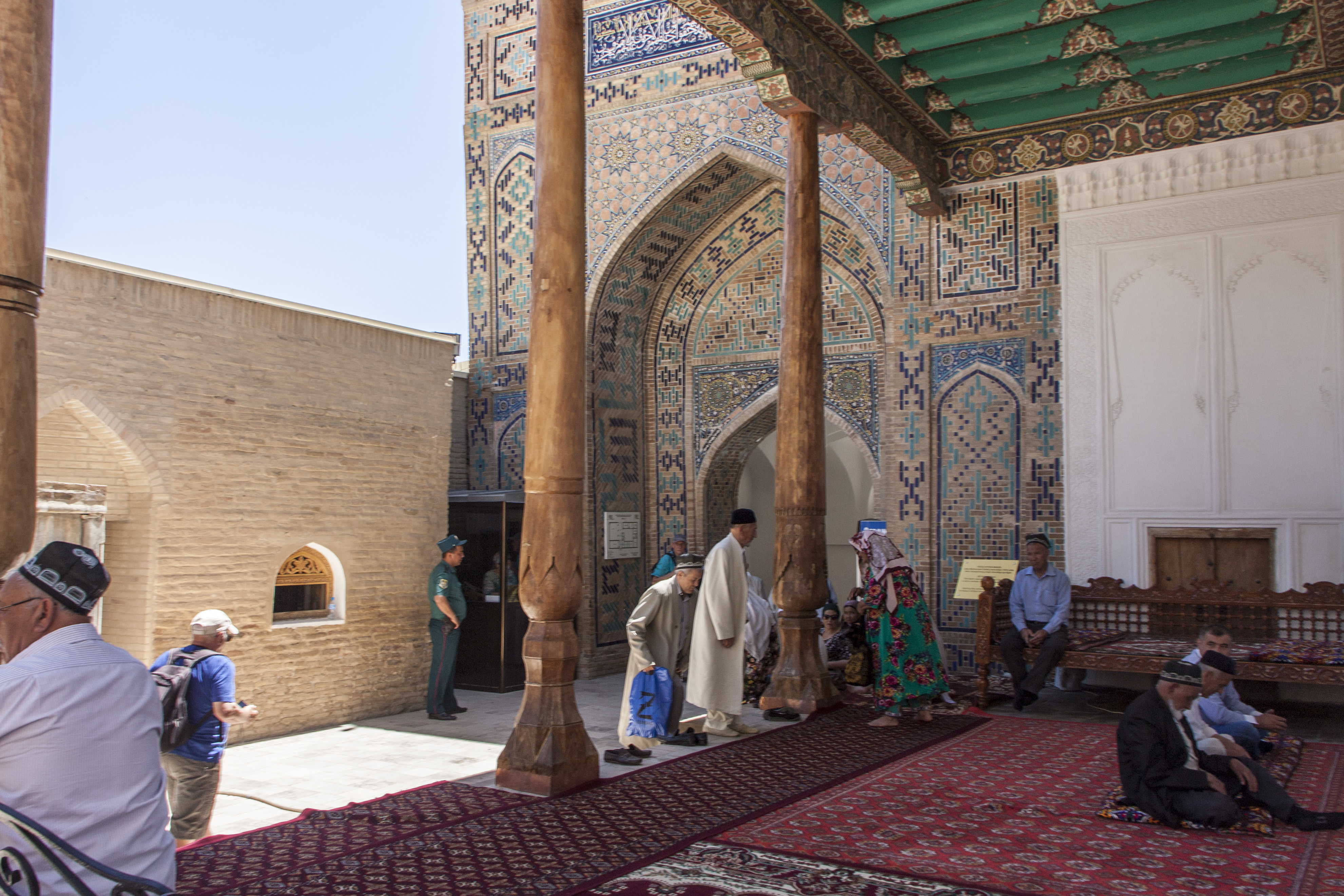
آرامگاه شاه زنده

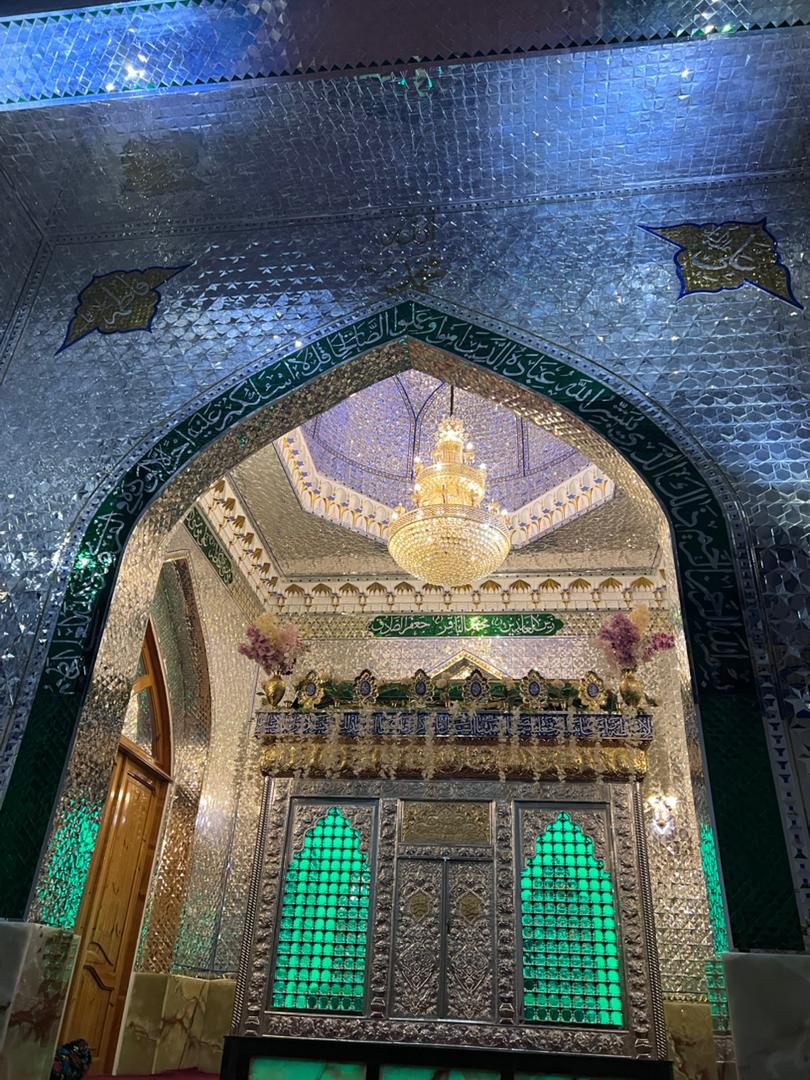
آرامگاه سیدابراهیم بن موسی الکاظم

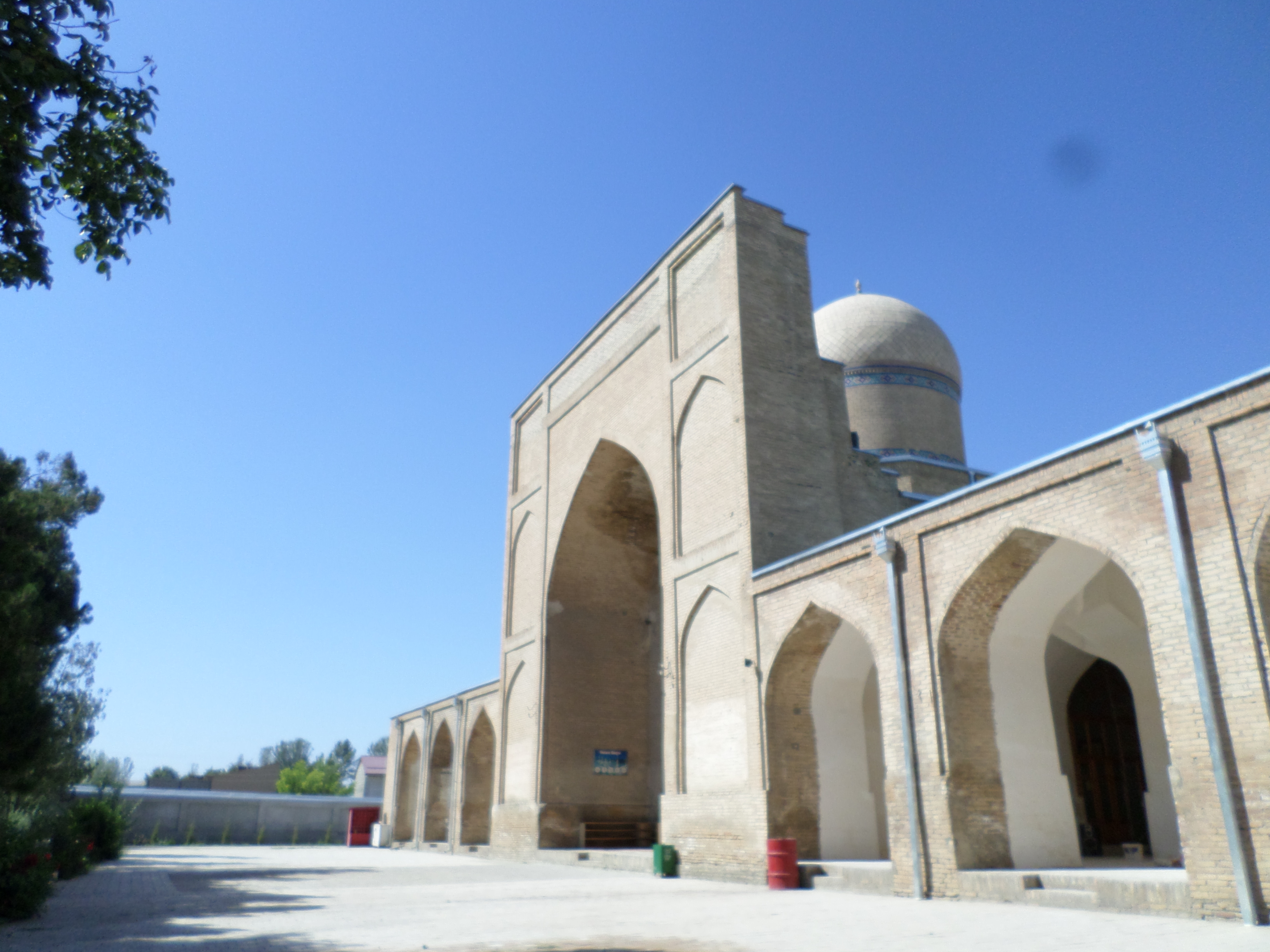
مسجد نمازگاه

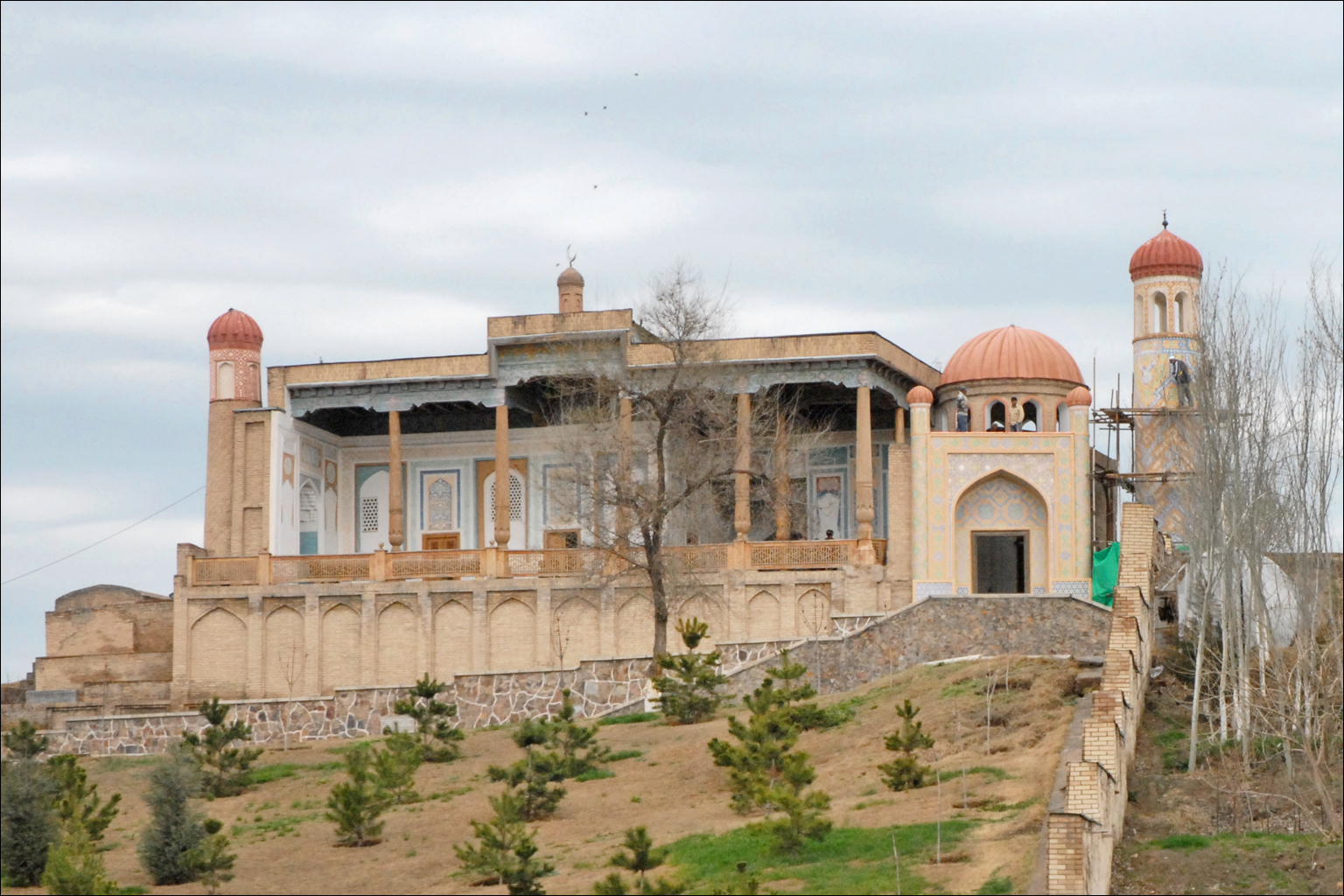
مسجد حضرت خضر

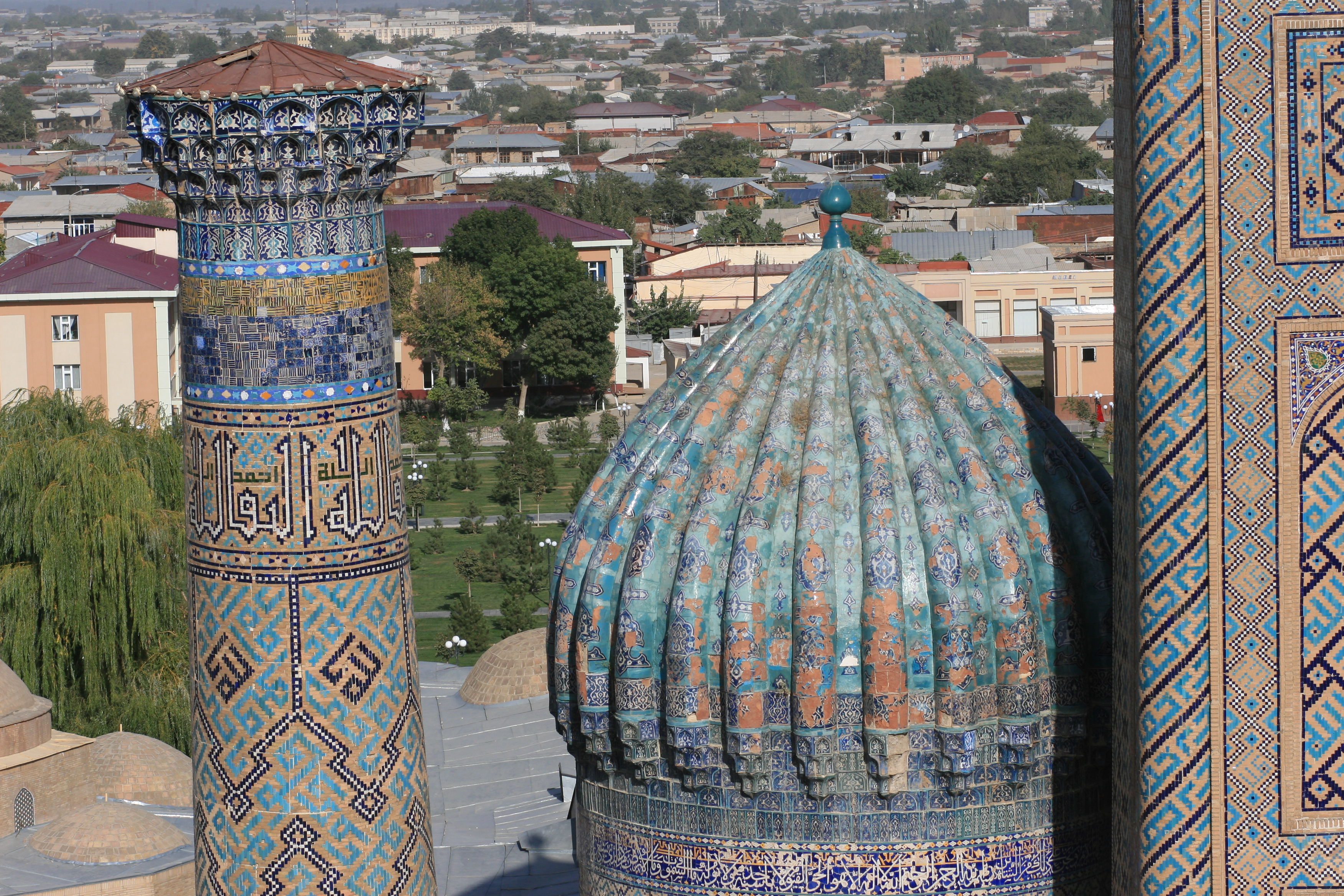
مدرسه شیردار

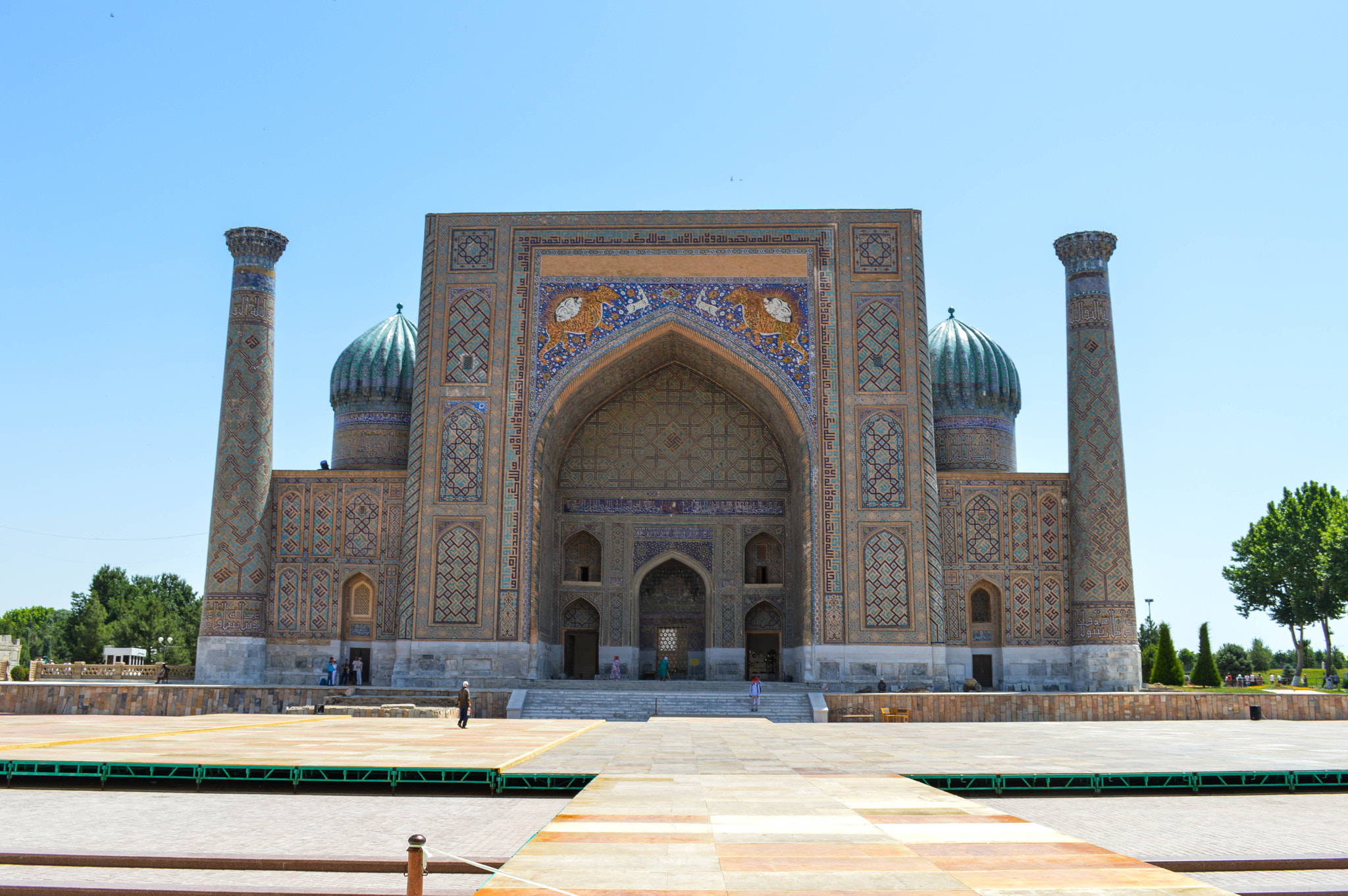
مدرسه شیردار

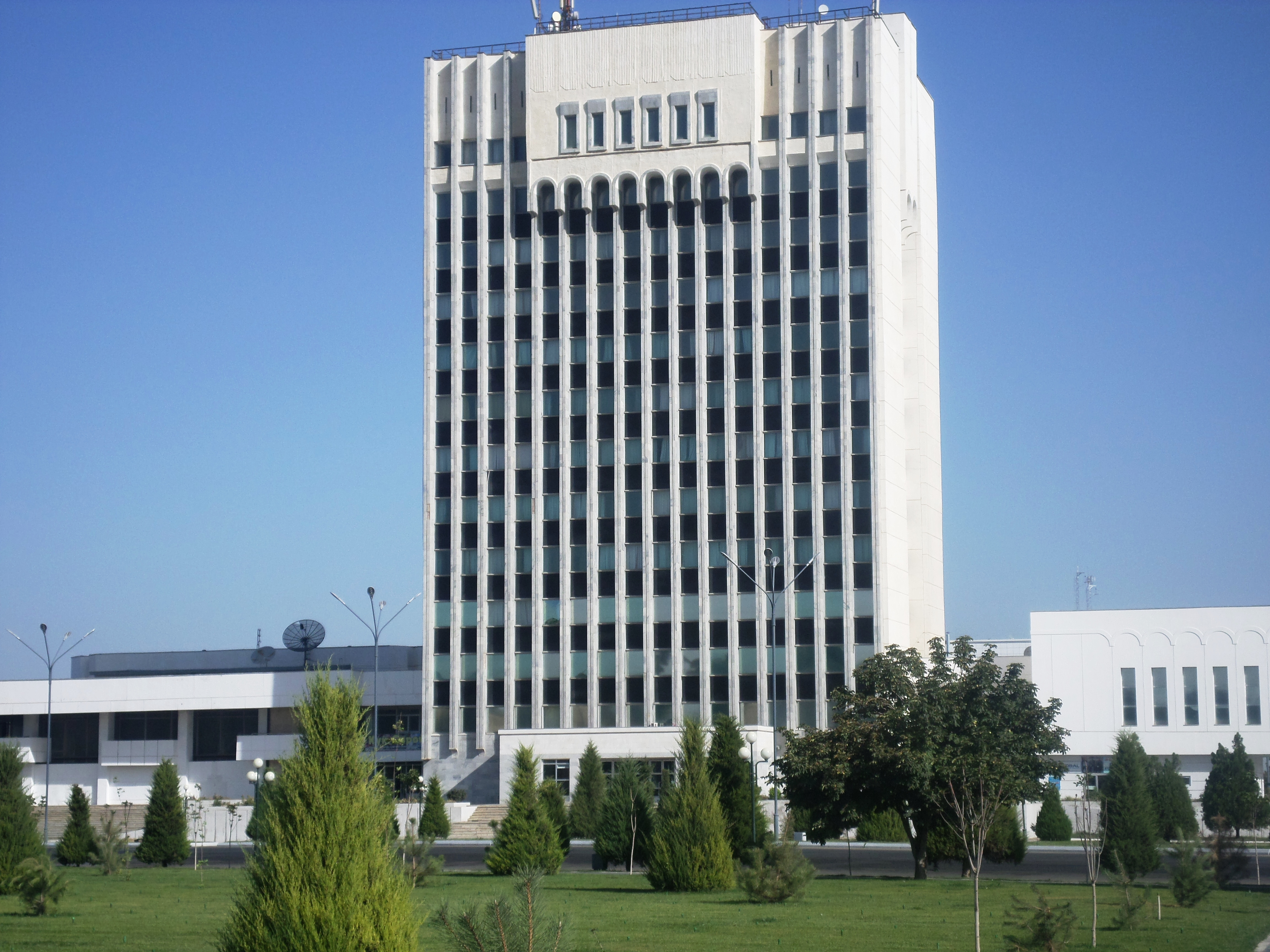
ساختمان استانداری سمرقند

## ارتباط‌های بین‌المللی

### کنسولگری‌ها
- فدراسیون روسیه
- جمهوری اسلامی افغانستان
- ایران
- جمهوری قزاقستان
- جمهوری ترکمنستان

```
پادشاهی اسپانیا
 از سال ۱۴۰۳ تا ۱۴۰۶ میلادی به سرپرستی 
روی گونزالس کلاویخو
```

### شهرهای خواهرخوانده و هم پیوند
- بخارا، ازبکستان
- بلخ، افغانستان
- مرو، ترکمنستان
- کوزکو، پرو
- لاهور، پاکستان
- لفیف، اوکراین
- استانبول، ترکیه
- ازمیر، ترکیه
- قیروان، تونس
- خجند، تاجیکستان
- اصفهان، ایران